# Jona Verlag
Der Jona Verlag (Eigenschreibweise: JONA Verlag) ist ein Schweizer Tonträgerverlag, der als Jona-Kassettendienst bekannt wurde.

## Geschichte
Das Tonträgerlabel wurde mit dem Ziel der Verbreitung des christlichen Glaubens in Form von Tonträgern gegründet. Zunächst erschienen seine Veröffentlichungen als Jona Disc auf Schallplatte; mit Verbreitung der Kompaktkassette fand eine Umbenennung in Jona-Kassettendienst statt, da fortan fast ausschliesslich auf diesem Tonträger veröffentlicht wurde. Das Programm umfasste sowohl Produkte schweizerdeutscher Mundart als auch schriftdeutscher Sprache und bestand schwerpunktmässig aus einer evangelistischen Produktlinie mit Predigtmitschnitten bekannter Redner wie Wilhelm Pahls, Gerhard Bergmann oder Leo Janz, einer Hörbuchreihe der Bibel im Luthertext von 1984, gelesen unter anderem von Wilfried Reuter, Konrad Straub, Peter Hahne und Hanno Herzler, sowie Produktionen für Kinder. Hier erschienen unter anderem die dreiteilige Hörspieladaption des christlichen Kinderbuchklassikers Hamid und Kinza von Patricia St. John sowohl in schweizerdeutscher als auch deutscher Ausgabe, des Weiteren Kindergeschichten von und mit Esther Secretan-Blum und Organist Frans van der Reijden sowie Abenteuerhörspiele von Andreas Schwantge und Damaris Kofmehl. Zu den Interpreten eigener Musikproduktionen gehören die Gruppe ACHAS, das Jona-Quartett oder der Sängerin Jacqueline Gygax.
1999 wurde der in wirtschaftliche Schwierigkeiten geratene Jona-Kassettendienst vom Schweizer Unternehmen KIR Music aufgekauft und hier als Jona Verlag integriert. Seit 2007 veröffentlicht Alex Mörgeli neue Produkte in schweizerdeutscher Mundart unter dem Label.

## Diskografie

### Linien K und J
| Nummer | Nummer       | Nummer  | Nummer | Nummer  | Seite A | Seite B | Jahr     | Anmerkungen |
| Präfix | Sprach- Code | Artikel | Postfix | Postfix | Titel | Titel | Jahr     | Anmerkungen |
| MC | Sprach- Code | Artikel | CD | mp3     | Autor | Autor | Jahr     | Anmerkungen |
| --- | ------------ | ------- | --- | ------- | --- | --- | -------- | --- |
| 4 0 | 36 0         | 01      | 2 | 3       | Das Schlimmste, das passiert ist | Das Schönste, das passiert ist | 1974     | Schweizerdeutsche Ausgabe erschienen unter MC-Nr. 34.002 (initial MC 433.002; LP 33.002)                                                                                              |
| 4 0 | 36 0         | 01      | 2 | 3       | Musiktitel: - Gott hat unsre Erde schön gemacht [aus Frohe Botschaft im Lied – Single-Nr. 75.129] | Musiktitel: - Wir singen und wir jubeln (Jona-Kinderchor) - Freude, große Freude [aus Frohe Botschaft im Lied – Single-Nr. 75.267] | 1974     | Schweizerdeutsche Ausgabe erschienen unter MC-Nr. 34.002 (initial MC 433.002; LP 33.002)                                                                                              |
| 4 0 | 36 0         | 01      | 2 | 3       | Esther Secretan-Blum (Hörspiele und Erzählerin) | | 1974     | Schweizerdeutsche Ausgabe erschienen unter MC-Nr. 34.002 (initial MC 433.002; LP 33.002)                                                                                              |
| 4 0 | 36 0         | 02      | 2 | 3       | Zwei Häuser im Sturm Der hartherzige Richter | Der barmherzige Samariter Der stolze Pharisäer | 1979     | Schweizerdeutsche Ausgabe erschienen unter LP-Nr. 33.003 und MC-Nr. 34.003 |
| 4 0 | 36 0         | 02      | 2 | 3       | - Zwei Häuser im Sturm (Hörspiel nach Matthäus-Evangelium 7,24-27) - Der hartherzige Richter (Hörspiel nach Lukas-Evangelium 18,1-8) | - Der barmherzige Samariter (Hörspiel nach Lukas-Evangelium 10,30-37) - Lasst uns nicht lieben mit Worten [aus Frohe Botschaft im Lied – Single-Nr. 75.219] - Der stolze Pharisäer (Hörspiel nach Lukas-Evangelium 18,10-14) - Alle meine guten Taten [aus Frohe Botschaft im Lied – Single-Nr. 75.230] | 1979     | Schweizerdeutsche Ausgabe erschienen unter LP-Nr. 33.003 und MC-Nr. 34.003 |
| 4 0 | 36 0         | 02      | 2 | 3       | Esther Secretan-Blum (Hörspiele und Erzählerin) | | 1979     | Schweizerdeutsche Ausgabe erschienen unter LP-Nr. 33.003 und MC-Nr. 34.003 |
| 4 0 | 36 0         | 03      | 2 | 3       | Wie es dem kleinen Mann erging | Das große Gewitter | 1979     | Schweizerdeutsche Ausgabe erschienen unter LP-Nr. 33.001 und MC-Nr. 34.001 |
| 4 0 | 36 0         | 03      | 2 | 3       | - Wie es dem kleinen Mann erging (Hörspiel nach dem Lukas-Evangelium 19,1-10) - Ich öffne dir die Tür [aus Gerth Medien – LP-Nr. 33.625] | - Das große Gewitter (Hörspiel nach dem Matthäus-Evangelium 14,22-23) - Stürmisch braust das Meer [aus Frohe Botschaft im Lied – LP-Nr. 75.294] | 1979     | Schweizerdeutsche Ausgabe erschienen unter LP-Nr. 33.001 und MC-Nr. 34.001 |
| 4 0 | 36 0         | 03      | 2 | 3       | Esther Secretan-Blum (Hörspiele) | | 1979     | Schweizerdeutsche Ausgabe erschienen unter LP-Nr. 33.001 und MC-Nr. 34.001 |
| 4 0 | 36 0         | 04      | 2 | 3       | Der Wegweiser | Vom Beten | 197?     | Schweizerdeutsche Ausgabe erschienen unter MC-Nr. 34.004 |
| 4 0 | 36 0         | 04      | 2 | 3       | Musiktitel: - Das wichtigste Buch auf der Erde [aus Frohe Botschaft im Lied – Single-Nr. 75.271] | Musiktitel: - Ich danke dir, Vater im Himmel [aus Gerth Medien – LP-Nr. 33.628] | 197?     | Schweizerdeutsche Ausgabe erschienen unter MC-Nr. 34.004 |
| 4 0 | 36 0         | 04      | 2 | 3       | Esther Secretan-Blum (Hörspiele) | | 197?     | Schweizerdeutsche Ausgabe erschienen unter MC-Nr. 34.004 |
| 4 0 | 36 0         | 05      | 2 | 3       | Schwarz oder weiß | Das Orchester | 1980     | |
| 4 0 | 36 0         | 05      | 2 | 3       | Hörspiel nach dem Propheten Jeremia 13,23 Musiktitel: - Lobe den Herrn, meine Seele [aus Gerth Medien – LP-Nr. 33.630] | Das Orchester – Für Gott ist jeder von uns wichtig Hörspiel | 1980     | |
| 4 0 | 36 0         | 05      | 2 | 3       | Esther Secretan-Blum (Hörspiele) | | 1980     | |
| 4 0 | 36 0         | 06      | 2 | 3       | Der Fischer | Der Gärtner | 1981     | |
| 4 0 | 36 0         | 06      | 2 | 3       | Musiktitel: ⋆ Wenn Gott dich ruft [aus Gerth Medien – LP-Nr. 33.631] ⋆ Jesus spricht: Folget mir nach [aus Gerth Medien – LP-Nr. 33.679] ⋆ Ein Fischer kennt die Zeiten [aus Gerth Medien – LP-Nr. 33.631] | Musiktitel: ⋆ Mit festem Schritt [aus Frohe Botschaft im Lied – Single-Nr. 75.219] ⋆ Gott braucht nicht nur große Leute [aus Gerth Medien – LP-Nr. 33.635] ⋆ Wozu bist du auf der Welt [aus Gerth Medien – LP-Nr. 33.636] ⋆ Gib doch Gottes Liebe Raum [aus Gerth Medien – LP-Nr. 33.625]               | 1981     | |
| 4 0 | 36 0         | 06      | 2 | 3       | Esther Secretan-Blum (Hörspiele) | | 1981     | |
| 4 0 | 36 0         | 07      | 2 | 3       | Wer ist dieser Mann? | Am Zoll | 1981     | |
| 4 0 | 36 0         | 07      | 2 | 3       | Musiktitel: - Hell strahlt die Sonne [aus Gerth Medien – LP-Nr. 33.778] - Du hast mein Leben so reich gemacht [aus Gerth Medien – LP-Nr. 33.780] - Wenn ich alle Sprachen dieser Welt [aus Gerth Medien – LP-Nr. 33.778] | Musiktitel: - Suchet mich, so werdet ihr leben [aus VLM – LP-Nr. 4004] - Jeden Tag erleb ich neu [aus Gerth Medien – LP-Nr. 33.778] - Freude, Freude (Freude schenkt Gott dem, der glaubt) [aus Frohe Botschaft im Lied – Single-Nr. 75.293]                                                            | 1981     | |
| 4 0 | 36 0         | 07      | 2 | 3       | Johannes Osberghaus (Hörspiel · Erzähler) | Esther Secretan-Blum (Hörspiel) | 1981     | |
| | 36 0         | 08      | |         | Die Gefangenen zu Babel | Der König hat einen Traum | 1982     | Für Kinder ab 9 Jahren |
| Hörspiel nach dem Propheten Daniel, Kapitel 1 Musiktitel: - Ehe ich geboren wurde - Gott gehorchen - Jesus ist ein mächtiger Heiland - Halt mich treu, Herr Jesus | 36 0         | 08      | Hörspiel nach dem Propheten Daniel, Kapitel 2 Musiktitel: - Gottes Güte ist unsere Chance - Ja, ich glaub, Gott hört Gebet - Es ist Herrlichkeit mit ihm zu gehn - Hast du den rechten Kurs für den Leben |         | | | 1982     | Für Kinder ab 9 Jahren |
| Rosmarie Kuhn (Hörspiel) | 36 0         | 08      | |         | | | 1982     | Für Kinder ab 9 Jahren |
| 4 0 | 36 0         | 09      | 2 | 3       | Drei Männer im Feuerofen | Daniel im Löwengraben | 1982     | Für Kinder ab 9 Jahren |
| 4 0 | 36 0         | 09      | 2 | 3       | Hörspiel nach dem Propheten Daniel, Kapitel 3 Musiktitel: - Wir sind die junge Schar - Jede Stunde, jeden Tag - Sei ein lebendger Fisch | Hörspiel nach dem Propheten Daniel, Kapitel 6 Musiktitel: - Fürchte dich nicht, denn du bist mein - Fest und treu wie Daniel war - Lass mich an dich glauben | 1982     | Für Kinder ab 9 Jahren |
| 4 0 | 36 0         | 09      | 2 | 3       | Rosmarie Kuhn (Hörspiel) | | 1982     | Für Kinder ab 9 Jahren |
| 4 0 | 36 0         | 10      | 2 | 3       | Noah | Ein neuer Anfang | 1983     | Für Kinder ab 6 Jahren; Schweizerdeutsche Ausgabe erschienen unter MC-Nr. 34.017 |
| 4 0 | 36 0         | 10      | 2 | 3       | Hörspiel nach 1. Mose „Genesis“, 6,5-8 Musiktitel: - Es gibt eine Tür zur Rettung - Jesus ist das Licht der Welt [aus Gerth Medien – LP-Nr. 33.630] | Fortsetzungshörspiel der Geschichte von Noah bis zum Turmbau von Babel Musiktitel: - Wie kann man jung sein und den Weg unsträflich gehn (aus Gerth Medien – LP-Nr. 33.628) | 1983     | Für Kinder ab 6 Jahren; Schweizerdeutsche Ausgabe erschienen unter MC-Nr. 34.017 |
| 4 0 | 36 0         | 10      | 2 | 3       | Esther Secretan-Blum (Hörspiel) | | 1983     | Für Kinder ab 6 Jahren; Schweizerdeutsche Ausgabe erschienen unter MC-Nr. 34.017 |
| 4 0 | 36 0         | 11      | 2 | 3       | Petrus Petrus erzählt aus seinem Leben mit Jesus Christus | Petrus Petrus erzählt aus seinem Leben mit Jesus Christus | 1984     | Für Kinder ab 9 Jahren; Schweizerdeutsche Ausgabe erschienen unter MC-Nr. 34.033 Folgen 1-2 im Paket unter MC-Nr. 4.36.037 sowie CD-Nr. 26.002.2                                      |
| 4 0 | 36 0         | 11      | 2 | 3       | Petrus wird gerufen Musiktitel: - Wir danken dir, Vater [aus Gerth Medien LP-Nr. 33.636] - Ich lobe meinen Gott [aus Gerth Medien LP-Nr. 33.798] | Petrus geht mit Jesus Musiktitel: - Jesus sagt: Lasst die Kinder zu mir kommen [aus Gerth Medien LP-Nr. 33.635] - Jesus hat ein Feuer angezündet [aus Gerth Medien LP-Nr. 33.625] | 1984     | Für Kinder ab 9 Jahren; Schweizerdeutsche Ausgabe erschienen unter MC-Nr. 34.033 Folgen 1-2 im Paket unter MC-Nr. 4.36.037 sowie CD-Nr. 26.002.2                                      |
| 4 0 | 36 0         | 11      | 2 | 3       | Esther Secretan-Blum (Hörspiel) | | 1984     | Für Kinder ab 9 Jahren; Schweizerdeutsche Ausgabe erschienen unter MC-Nr. 34.033 Folgen 1-2 im Paket unter MC-Nr. 4.36.037 sowie CD-Nr. 26.002.2                                      |
| 4 0 | 36 0         | 12      | 2 | 3       | Petrus 2 | Petrus 2 | 1984     | Schweizerdeutsche Ausgabe erschienen unter MC-Nr. 34.034 Folgen 1-2 im Paket unter MC-Nr. 4.36.037 sowie CD-Nr. 26.002.2                                                              |
| 4 0 | 36 0         | 12      | 2 | 3       | - Petrus – Von Angst befreit | - Petrus geht auf Reisen | 1984     | Schweizerdeutsche Ausgabe erschienen unter MC-Nr. 34.034 Folgen 1-2 im Paket unter MC-Nr. 4.36.037 sowie CD-Nr. 26.002.2                                                              |
| 4 0 | 36 0         | 12      | 2 | 3       | Esther Secretan-Blum (Hörspiel) | | 1984     | Schweizerdeutsche Ausgabe erschienen unter MC-Nr. 34.034 Folgen 1-2 im Paket unter MC-Nr. 4.36.037 sowie CD-Nr. 26.002.2                                                              |
| 4 0 | 36 0         | 13      | 2 | 3       | Jesus stirbt | Jesus lebt wieder | 1985     | Für Kinder ab 9 Jahren; Schweizerdeutsche Ausgabe erschienen unter MC-Nr. 34.011 |
| 4 0 | 36 0         | 13      | 2 | 3       | Was an Karfreitag geschah Musiktitel: - Für mich gingst du nach Golgatha [aus Gerth Medien – LP-Nr. 33.778] | Weshalb wir Ostern feiern Musiktitel: - Kommt und seht, das Grab ist leer [aus Gerth Medien – LP-Nr. 33.634] | 1985     | Für Kinder ab 9 Jahren; Schweizerdeutsche Ausgabe erschienen unter MC-Nr. 34.011 |
| 4 0 | 36 0         | 13      | 2 | 3       | Esther Secretan-Blum (Manuskript); Bärbel Hansen (Deutsche Bearbeitung); Helga Eisinger (Deutsche Bearbeitung); Erzähler: Wolfgang Lüdecke, Wolfgang Bleckert Instrumentalbrücken: Claudius Zuber, Frans van der Reijden; Weitere prominente Sprecherstimmen: Cornie Enns, Paul Hofrichter, Alfred Kowalsky, Eckard Kraska, Heinrich Reisich | | 1985     | Für Kinder ab 9 Jahren; Schweizerdeutsche Ausgabe erschienen unter MC-Nr. 34.011 |
| 4 0 | 36 0         | 14      | 2 | 3       | Weihnacht | Weihnacht | 198?     | Schweizerdeutsche Ausgabe erschienen unter MC-Nr. 34.025 |
| 4 0 | 36 0         | 14      | 2 | 3       | Esther Secretan-Blum | | 198?     | Schweizerdeutsche Ausgabe erschienen unter MC-Nr. 34.025 |
| 4 0 | 36 0         | 15      | 2 | 3       | A Königschind | Engel, Soldaten Gottes | 198?     | Produktion für den österreichischen Markt |
| 4 0 | 36 0         | 15      | 2 | 3       | Esther Secretan-Blum | | 198?     | Produktion für den österreichischen Markt |
| 4 0 | 36 0         | 16      | 2 | 3       | Hamid und Kinza ① | Hamid und Kinza ① | 1986     | Schweizerdeutsche Ausgabe erschienen unter MC-Nr. 34.028 Folgen 1-3 im Paket unter MC-Nr. 4.26.001 sowie CD-Nr. 26.001.2                                                              |
| 4 0 | 36 0         | 16      | 2 | 3       | Ein Hörspiel (Teil 1) von Daniel Schärer nach dem gleichnamigen Buch von Patricia St. John | | 1986     | Schweizerdeutsche Ausgabe erschienen unter MC-Nr. 34.028 Folgen 1-3 im Paket unter MC-Nr. 4.26.001 sowie CD-Nr. 26.001.2                                                              |
| 4 0 | 36 0         | 17      | 2 | 3       | Hamid und Kinza ② | Hamid und Kinza ② | 1986     | Schweizerdeutsche Ausgabe erschienen unter MC-Nr. 34.029 Folgen 1-3 im Paket unter MC-Nr. 4.26.001 sowie CD-Nr. 26.001.2                                                              |
| 4 0 | 36 0         | 17      | 2 | 3       | Ein Hörspiel (Teil 2) von Daniel Schärer nach dem gleichnamigen Buch von Patricia St. John | | 1986     | Schweizerdeutsche Ausgabe erschienen unter MC-Nr. 34.029 Folgen 1-3 im Paket unter MC-Nr. 4.26.001 sowie CD-Nr. 26.001.2                                                              |
| 4 0 | 36 0         | 18      | 2 | 3       | Hamid und Kinza ③ | Hamid und Kinza ③ | 1986     | Schweizerdeutsche Ausgabe erschienen unter MC-Nr. 34.030 Folgen 1-3 im Paket unter MC-Nr. 4.26.001 sowie CD-Nr. 26.001.2                                                              |
| 4 0 | 36 0         | 18      | 2 | 3       | Ein Hörspiel (Teil 3) von Daniel Schärer nach dem gleichnamigen Buch von Patricia St. John | | 1986     | Schweizerdeutsche Ausgabe erschienen unter MC-Nr. 34.030 Folgen 1-3 im Paket unter MC-Nr. 4.26.001 sowie CD-Nr. 26.001.2                                                              |
| 4 0 | 36 0         | 19      | 2 | 3       | Ein Regentropfen oder zwei | Ein Regentropfen oder zwei | 1987     | Schweizerdeutsche Ausgabe erschienen unter MC-Nr. 34.029 Folgen 1-3 im Paket unter MC-Nr. 4.26.001 sowie CD-Nr. 26.001.2                                                              |
| 4 0 | 36 0         | 19      | 2 | 3       | - Ein Regentropfen oder zwei | - Die ungewöhnliche Geschichte | 1987     | Schweizerdeutsche Ausgabe erschienen unter MC-Nr. 34.029 Folgen 1-3 im Paket unter MC-Nr. 4.26.001 sowie CD-Nr. 26.001.2                                                              |
| 4 0 | 36 0         | 19      | 2 | 3       | Siegfried Stahl | | 1987     | Schweizerdeutsche Ausgabe erschienen unter MC-Nr. 34.029 Folgen 1-3 im Paket unter MC-Nr. 4.26.001 sowie CD-Nr. 26.001.2                                                              |
| 4 0 | 36 0         | 20      | 2 | 3       | Jona | Hiob | 1987     | Für Kinder ab 6 Jahren |
| 4 0 | 36 0         | 20      | 2 | 3       | Die Geschichte von Jona und der schönen Stadt Ninive Musiktitel: (Kinder der FEG Fällanden) - Ninive, Ninive, wie bist du schön und groß - Jona, Jona, warum läufst du fort? - Wir fahren auf dem weiten Meer - Gott hat die ganze Welt in seiner Hand | Die Geschichte vom Glück und Unglück des Hiob Musiktitel: (Kinder der FEG Fällanden) - Lobt den Herrn, denn was er tut ist vollkommen | 1987     | Für Kinder ab 6 Jahren |
| 4 0 | 36 0         | 20      | 2 | 3       | Dora Lüdin (Manuskript) Gisela Kowalsky (Erzählerin); Weitere prominente Sprechermitwirkende: Wolfgang Lüdecke, Eckardt Kraska, Cornie Enns, Heinrich Reisich, Anja Lehmann Instrumentalmusik: Frans van der Reijden / Begleitung: Markus Wüest / Gesang: Kinder der FEG Fällanden | | 1987     | Für Kinder ab 6 Jahren |
| 4 0 | 36 0         | 21      | 2 | 3       | Das Geheimnis der Falkenburg | Das Geheimnis der Falkenburg | 1987     | Für Kinder ab 8 Jahren; Buchvorlage erschienen 1982 im Hänssler-Verlag, ISBN 3-7751-0757-6                                                                                            |
| 4 0 | 36 0         | 21      | 2 | 3       | Ein Hörspiel von Andreas Schwantge nach seinem gleichnamigen Buch | | 1987     | Für Kinder ab 8 Jahren; Buchvorlage erschienen 1982 im Hänssler-Verlag, ISBN 3-7751-0757-6                                                                                            |
| 4 0 | 36 0         | 22      | 2 | 3       | Auf Leben und Tod | Auf Leben und Tod | 1988     | Für Jugendliche ab 14 Jahren; Schweizerdeutsche Ausgabe erschienen unter MC-Nr. 34.040                                                                                                |
| 4 0 | 36 0         | 22      | 2 | 3       | Musiktitel: - Ich bin jung und ich steh vor Entscheidungen - So manchem passt sein Weg | | 1988     | Für Jugendliche ab 14 Jahren; Schweizerdeutsche Ausgabe erschienen unter MC-Nr. 34.040                                                                                                |
| 4 0 | 36 0         | 22      | 2 | 3       | Ein Hörspielkonzept von Irene Müller | | 1988     | Für Jugendliche ab 14 Jahren; Schweizerdeutsche Ausgabe erschienen unter MC-Nr. 34.040                                                                                                |
| 4 0 | 36 0         | 23      | 2 | 3       | Das große Fest | Der kranke Mann und seine Freunde | 1988     | Ab 6 Jahren |
| 4 0 | 36 0         | 23      | 2 | 3       | Hörspiel nach Lukas 14,16-24 und Matthäus 22,10-14 Musiktitel: - Der König, der König, der lädt zum Feste ein - Hast du schon den Ruf vernommen - Komm, sag es allen weiter | Hörspiel nach Lukas 5,17-26 Musiktitel: - Sitzest du im Dunkel noch - Mauerbrecher [aus Gerth Medien – LP-Nr. 33.644] | 1988     | Ab 6 Jahren |
| 4 0 | 36 0         | 23      | 2 | 3       | Dora Lüdin | | 1988     | Ab 6 Jahren |
| 4 0 | 36 0         | 24      | 2 | 3       | In Todesgefahr | In Todesgefahr | 1988 (?) | Buchvorlage initial erschienen unter dem Titel Der Feuerteufel 1982 im Hänssler-Verlag, ISBN 3-7751-0756-8                                                                            |
| 4 0 | 36 0         | 24      | 2 | 3       | Ein Hörspiel von Andreas Schwantge nach seinem gleichnamigen Buch, initial erschienen unter dem Titel Der Feuerteufel | | 1988 (?) | Buchvorlage initial erschienen unter dem Titel Der Feuerteufel 1982 im Hänssler-Verlag, ISBN 3-7751-0756-8                                                                            |
| 4 0 | 36 0         | 25      | 2 | 3       | Stammt der Mensch wirklich vom Affen ab? | Stammt der Mensch wirklich vom Affen ab? | 1989 (?) | Schweizerdeutsche Ausgabe erschienen unter MC-Nr. 34.046 |
| 4 0 | 36 0         | 25      | 2 | 3       | Ein Hörspiel von Irene Müller | | 1989 (?) | Schweizerdeutsche Ausgabe erschienen unter MC-Nr. 34.046 |
| 4 0 | 36 0         | 26      | 2 | 3       | Der verlorene Sohn | Ein Blinder sieht | 1989 (?) | Ab 6 Jahren |
| 4 0 | 36 0         | 26      | 2 | 3       | Die biblische Geschichte vom verlorenen Sohn nach Lukas 15,11-32 für Kinder | Biblische Geschichte nach Johannes 9 für Kinder | 1989 (?) | Ab 6 Jahren |
| 4 0 | 36 0         | 26      | 2 | 3       | Dora Lüdin | | 1989 (?) | Ab 6 Jahren |
| 4 0 | 36 0         | 27      | 2 | 3       | Der unheimliche Erpresser | Der unheimliche Erpresser | 1989 (?) | Gleichnamige Buchvorlage erschienen 1982 im Hänssler-Verlag, ISBN 3-7751-0787-8 |
| 4 0 | 36 0         | 27      | 2 | 3       | Ein Hörspiel von Andreas Schwantge nach seinem gleichnamigen Buch | | 1989 (?) | Gleichnamige Buchvorlage erschienen 1982 im Hänssler-Verlag, ISBN 3-7751-0787-8 |
| 4 0 | 36 0         | 28      | 2 | 3       | Unter Sklavenhändlern | Unter Sklavenhändlern | 1989 (?) | Gleichnamige Buchvorlage erschienen 1982 im Hänssler-Verlag, ISBN 3-7751-0788-6 |
| 4 0 | 36 0         | 28      | 2 | 3       | Ein Hörspiel von Andreas Schwantge nach seinem gleichnamigen Buch | | 1989 (?) | Gleichnamige Buchvorlage erschienen 1982 im Hänssler-Verlag, ISBN 3-7751-0788-6 |
| 4 0 | 36 0         | 29      | 2 | 3       | Uli in Lebensgefahr Auf heißer Spur • Folge ① | Uli in Lebensgefahr Auf heißer Spur • Folge ① | 1990 (?) | Gleichnamige Buchvorlage erschienen 1984 im Hänssler-Verlag, ISBN 3-7751-0951-X |
| 4 0 | 36 0         | 29      | 2 | 3       | Ein Hörspiel von Andreas Schwantge nach seinem gleichnamigen Buch | | 1990 (?) | Gleichnamige Buchvorlage erschienen 1984 im Hänssler-Verlag, ISBN 3-7751-0951-X |
| 4 0 | 36 0         | 30      | 2 | 3       | Uli kann’s nicht lassen Auf heißer Spur • Folge ② | Uli kann’s nicht lassen Auf heißer Spur • Folge ② | 1990 (?) | Für Jungen und Mädchen ab 9 Jahren; Gleichnamige Buchvorlage erschienen 1984 im Hänssler-Verlag, ISBN 3-7751-0952-8                                                                   |
| 4 0 | 36 0         | 30      | 2 | 3       | Ein Hörspiel von Andreas Schwantge nach seinem gleichnamigen Buch | | 1990 (?) | Für Jungen und Mädchen ab 9 Jahren; Gleichnamige Buchvorlage erschienen 1984 im Hänssler-Verlag, ISBN 3-7751-0952-8                                                                   |
| 4 0 | 36 0         | 31      | 2 | 3       | Orma auf abenteuerlicher Reise nach Jerusalem | Orma auf abenteuerlicher Reise nach Jerusalem | 1991 (?) | Für Jungen und Mädchen ab 8 Jahren und Erwachsene |
| 4 0 | 36 0         | 31      | 2 | 3       | Ein Hörspiel von Traudel Witter | | 1991 (?) | Für Jungen und Mädchen ab 8 Jahren und Erwachsene |
| 4 0 | 36 0         | 32      | 2 | 3       | Uli und der Rote Hahn Auf heißer Spur • Folge ③ | Uli und der Rote Hahn Auf heißer Spur • Folge ③ | 1991 (?) | Für Jungen und Mädchen ab 9 Jahren; Buchvorlage erschienen 1986 im Hänssler-Verlag, ISBN 3-7751-1135-2                                                                                |
| 4 0 | 36 0         | 32      | 2 | 3       | Ein Hörspiel von Andreas Schwantge nach seinem gleichnamigen Buch | | 1991 (?) | Für Jungen und Mädchen ab 9 Jahren; Buchvorlage erschienen 1986 im Hänssler-Verlag, ISBN 3-7751-1135-2                                                                                |
| 4 0 | 36 0         | 33      | 2 | 3       | Uli und die Todesbrücke Auf heißer Spur • Folge ④ | Uli und die Todesbrücke Auf heißer Spur • Folge ④ | 1991 (?) | Für Jungen und Mädchen ab 9 Jahren; Buchvorlage initial erschienen als Doppelband unter dem Titel Die Todesbrücke / Ein Zeuge weiß zuviel 1987 im Hänssler-Verlag, ISBN 3-7751-1214-6 |
| 4 0 | 36 0         | 33      | 2 | 3       | Ein Hörspiel von Andreas Schwantge nach seinem gleichnamigen Buch | | 1991 (?) | Für Jungen und Mädchen ab 9 Jahren; Buchvorlage initial erschienen als Doppelband unter dem Titel Die Todesbrücke / Ein Zeuge weiß zuviel 1987 im Hänssler-Verlag, ISBN 3-7751-1214-6 |
| 4 0 | 36 0         | 34      | 2 | 3       | Schuster Martyn | Schuster Martyn | 1991(?)  | Ab 6 Jahren |
| 4 0 | 36 0         | 34      | 2 | 3       | Ein Hörspiel von Jörg Reichlin nach der Erzählung „Wo die Liebe ist, da ist auch Gott“ von Leo N. Tolstoi | | 1991(?)  | Ab 6 Jahren |
| 4 0 | 36 0         | 35      | 2 | 3       | Echte Freunde | Echte Freunde | 19??     | |
| 4 0 | 36 0         | 35      | 2 | 3       | Traudel Witter | | 19??     | |
| 4 0 | 36 0         | 36      | 2 |         | Andreas-Schwantge-Abenteuerhörspiel-Paket | Andreas-Schwantge-Abenteuerhörspiel-Paket | 19??     | Paket bestehend aus Auf heißer Spur, Folgen 1 bis 4, sowie Das Geheimnis der Falkenburg                                                                                               |
| 4 0 | 36 0         | 37      | |         | Petrus-Paket | Petrus-Paket | 19??     | Paket bestehend aus Petrus, Folgen 1 und 2; CD-Paket unter Nr. 26.002.2 |
| 4 0 | 36 0         | 38      | 2 | 3       | Die Stunde der Abrechnung Reiner & Freunde • Folge ① | Die Stunde der Abrechnung Reiner & Freunde • Folge ① | 1995(?)  | Buchvorlage erschienen 1976 im Hänssler-Verlag, ISBN 3-7751-0230-2 |
| 4 0 | 36 0         | 38      | 2 | 3       | Ein Hörspiel von Olaf Franke nach dem gleichnamigen Buch von Heinz Böhm | | 1995(?)  | Buchvorlage erschienen 1976 im Hänssler-Verlag, ISBN 3-7751-0230-2 |
| 4 0 | 36 0         | 39      | 2 | 3       | Der gemeine Elfmeter Reiner & Freunde • Folge ② | Der gemeine Elfmeter Reiner & Freunde • Folge ② | 1995(?)  | |
| 4 0 | 36 0         | 39      | 2 | 3       | Ein Hörspiel von Olaf Franke | | 1995(?)  | |
| |              |         | |         | | |          | |
| 4 1 | 36 1         | 01      | 2 | 3       | Der Herr ist mein Hirte 1 Kinderbibel erzählt | Der Herr ist mein Hirte 1 Kinderbibel erzählt | 1984     | Deutschsprachige Buchvorlage erschienen im Brunnen Verlag Basel und R. Brockhaus Verlag; Übersetzung vom Niederländischen ins Deutsche: Barbara Trebing                               |
| 4 1 | 36 1         | 01      | 2 | 3       | Wie Gott alles erschaffen hat • Adam und seine Frau Eva • Die erste Sünde • Kain und Abel • Dies sind die heilgen zehn Gebote [Musiktitel aus Gerth Medien – LP-Nr. 33.635] • Die Sintflut • Die Menschen waren bös und schlecht [Musiktitel aus Gerth Medien – LP-Nr. 33.631] • Gottes Bund mit Noah • Abram, der Knecht Gottes • Hagar und Ismael | | 1984     | Deutschsprachige Buchvorlage erschienen im Brunnen Verlag Basel und R. Brockhaus Verlag; Übersetzung vom Niederländischen ins Deutsche: Barbara Trebing                               |
| 4 1 | 36 1         | 01      | 2 | 3       | Evert Kuijt (Buch); Alfred Kowalsky (Sprecher) | | 1984     | Deutschsprachige Buchvorlage erschienen im Brunnen Verlag Basel und R. Brockhaus Verlag; Übersetzung vom Niederländischen ins Deutsche: Barbara Trebing                               |
| 4 1 | 36 1         | 02      | 2 | 3       | Der Herr ist mein Hirte 2 Kinderbibel erzählt | Der Herr ist mein Hirte 2 Kinderbibel erzählt | 1984     | Deutschsprachige Buchvorlage erschienen im Brunnen Verlag Basel und R. Brockhaus Verlag; Übersetzung vom Niederländischen ins Deutsche: Barbara Trebing                               |
| 4 1 | 36 1         | 02      | 2 | 3       | Musiktitel: Für mich gingst du nach Golgatha [aus Gerth Medien – LP-Nr. 33.778] • Mit allen Dingen hat Gott seinen Plan [aus Gerth Medien – LP-Nr. 33.637] | | 1984     | Deutschsprachige Buchvorlage erschienen im Brunnen Verlag Basel und R. Brockhaus Verlag; Übersetzung vom Niederländischen ins Deutsche: Barbara Trebing                               |
| 4 1 | 36 1         | 02      | 2 | 3       | Evert Kuijt (Buch); Alfred Kowalsky (Sprecher) | | 1984     | Deutschsprachige Buchvorlage erschienen im Brunnen Verlag Basel und R. Brockhaus Verlag; Übersetzung vom Niederländischen ins Deutsche: Barbara Trebing                               |
| 4 1 | 36 1         | 03      | 2 | 3       | Der Herr ist mein Hirte 3 Kinderbibel erzählt | Der Herr ist mein Hirte 3 Kinderbibel erzählt | 1984     | Deutschsprachige Buchvorlage erschienen im Brunnen Verlag Basel und R. Brockhaus Verlag; Übersetzung vom Niederländischen ins Deutsche: Barbara Trebing                               |
| 4 1 | 36 1         | 03      | 2 | 3       | Joseph und seine Brüder • Gott hat dir das Leben gegeben [Musiktitel aus Gerth Medien – LP-Nr. 33.635] • Mose als Prinz am Hofe Pharaos • Mose wird Gottes Diener • Verlass dich auf den Herrn [Musiktitel aus Gerth Medien – LP-Nr. 33.645] • Die zehn Plagen • Der Auszug aus Ägypten | | 1984     | Deutschsprachige Buchvorlage erschienen im Brunnen Verlag Basel und R. Brockhaus Verlag; Übersetzung vom Niederländischen ins Deutsche: Barbara Trebing                               |
| 4 1 | 36 1         | 03      | 2 | 3       | Evert Kuijt (Buch); Alfred Kowalsky (Sprecher) | | 1984     | Deutschsprachige Buchvorlage erschienen im Brunnen Verlag Basel und R. Brockhaus Verlag; Übersetzung vom Niederländischen ins Deutsche: Barbara Trebing                               |
| 4 1 | 36 1         | 04      | 2 | 3       | Der Herr ist mein Hirte 4 Kinderbibel erzählt | Der Herr ist mein Hirte 4 Kinderbibel erzählt | 1985     | Deutschsprachige Buchvorlage erschienen im Brunnen Verlag Basel und R. Brockhaus Verlag; Übersetzung vom Niederländischen ins Deutsche: Barbara Trebing                               |
| 4 1 | 36 1         | 04      | 2 | 3       | Musiktitel: Spiel für Gott ein neues Lied [aus Frohe Botschaft im Lied – Single-Nr. 75.127] • Der Herr ist meine Stärke und mein Schild [aus Gerth Medien – LP-Nr. 33.624] | | 1985     | Deutschsprachige Buchvorlage erschienen im Brunnen Verlag Basel und R. Brockhaus Verlag; Übersetzung vom Niederländischen ins Deutsche: Barbara Trebing                               |
| 4 1 | 36 1         | 04      | 2 | 3       | Evert Kuijt (Buch); Alfred Kowalsky (Sprecher) | | 1985     | Deutschsprachige Buchvorlage erschienen im Brunnen Verlag Basel und R. Brockhaus Verlag; Übersetzung vom Niederländischen ins Deutsche: Barbara Trebing                               |
| 4 1 | 36 1         | 05      | 2 | 3       | Der Herr ist mein Hirte 5 Kinderbibel erzählt | Der Herr ist mein Hirte 5 Kinderbibel erzählt | 1985     | Deutschsprachige Buchvorlage erschienen im Brunnen Verlag Basel und R. Brockhaus Verlag; Übersetzung vom Niederländischen ins Deutsche: Barbara Trebing                               |
| 4 1 | 36 1         | 05      | 2 | 3       | Wenn wir unsre Sünden bekennen [aus Gerth Medien – LP-Nr. 33.628] • Wenn Gott uns nicht liebte [aus Janz Team Music – LP-Nr. 7015] | | 1985     | Deutschsprachige Buchvorlage erschienen im Brunnen Verlag Basel und R. Brockhaus Verlag; Übersetzung vom Niederländischen ins Deutsche: Barbara Trebing                               |
| 4 1 | 36 1         | 05      | 2 | 3       | Evert Kuijt (Buch); Alfred Kowalsky (Sprecher) | | 1985     | Deutschsprachige Buchvorlage erschienen im Brunnen Verlag Basel und R. Brockhaus Verlag; Übersetzung vom Niederländischen ins Deutsche: Barbara Trebing                               |
| 4 1 | 36 1         | 06      | 2 | 3       | Der Herr ist mein Hirte 6 Kinderbibel erzählt | Der Herr ist mein Hirte 6 Kinderbibel erzählt | 1985     | Deutschsprachige Buchvorlage erschienen im Brunnen Verlag Basel und R. Brockhaus Verlag; Übersetzung vom Niederländischen ins Deutsche: Barbara Trebing                               |
| 4 1 | 36 1         | 06      | 2 | 3       | Musiktitel: Psalm 23 [aus Frohe Botschaft im Lied – Single-Nr. 75.218] • Ich will dich erheben [aus Gerth Medien – LP-Nr. 33.630] | | 1985     | Deutschsprachige Buchvorlage erschienen im Brunnen Verlag Basel und R. Brockhaus Verlag; Übersetzung vom Niederländischen ins Deutsche: Barbara Trebing                               |
| 4 1 | 36 1         | 06      | 2 | 3       | Evert Kuijt (Buch); Alfred Kowalsky (Sprecher) | | 1985     | Deutschsprachige Buchvorlage erschienen im Brunnen Verlag Basel und R. Brockhaus Verlag; Übersetzung vom Niederländischen ins Deutsche: Barbara Trebing                               |
| 4 1 | 36 1         | 07      | 2 | 3       | Der Herr ist mein Hirte 7 Kinderbibel erzählt | Der Herr ist mein Hirte 7 Kinderbibel erzählt | 1985     | Deutschsprachige Buchvorlage erschienen im Brunnen Verlag Basel und R. Brockhaus Verlag; Übersetzung vom Niederländischen ins Deutsche: Barbara Trebing                               |
| 4 1 | 36 1         | 07      | 2 | 3       | Jona soll nach Ninive • Gott will, dass allen Menschen geholfen werde [Musiktitel aus Gerth Medien – LP-Nr. 33.635] • Der Prophet Jesaja • König Hiskia • Daniel und seine Freunde • Daniel in der Löwengrube • Die Königin Esther • Was der Engel Gabriel erzählte • Der Herr Jesus wird geboren • Christus kam zur Erde [Musiktitel aus Gerth Medien – LP-Nr. 33.633] | | 1985     | Deutschsprachige Buchvorlage erschienen im Brunnen Verlag Basel und R. Brockhaus Verlag; Übersetzung vom Niederländischen ins Deutsche: Barbara Trebing                               |
| 4 1 | 36 1         | 07      | 2 | 3       | Evert Kuijt (Buch); Alfred Kowalsky (Sprecher) | | 1985     | Deutschsprachige Buchvorlage erschienen im Brunnen Verlag Basel und R. Brockhaus Verlag; Übersetzung vom Niederländischen ins Deutsche: Barbara Trebing                               |
| 4 1 | 36 1         | 08      | 2 | 3       | Der Herr ist mein Hirte 8 Kinderbibel erzählt | Der Herr ist mein Hirte 8 Kinderbibel erzählt | 1985     | Deutschsprachige Buchvorlage erschienen im Brunnen Verlag Basel und R. Brockhaus Verlag; Übersetzung vom Niederländischen ins Deutsche: Barbara Trebing                               |
| 4 1 | 36 1         | 08      | 2 | 3       | Geschichten: Die Weisen aus dem Morgenland • Der Kranke in Bethesda Musiktitel: In Kana, einer Stadt in Galiläa [aus Frohe Botschaft im Lied – Single-Nr. 45.246] • Mein Jesus ist wunderbar [aus Gerth Medien – LP-Nr. 33.628] | | 1985     | Deutschsprachige Buchvorlage erschienen im Brunnen Verlag Basel und R. Brockhaus Verlag; Übersetzung vom Niederländischen ins Deutsche: Barbara Trebing                               |
| 4 1 | 36 1         | 08      | 2 | 3       | Evert Kuijt (Buch); Alfred Kowalsky (Sprecher) | | 1985     | Deutschsprachige Buchvorlage erschienen im Brunnen Verlag Basel und R. Brockhaus Verlag; Übersetzung vom Niederländischen ins Deutsche: Barbara Trebing                               |
| 4 1 | 36 1         | 09      | 2 | 3       | Der Herr ist mein Hirte 9 Kinderbibel erzählt | Der Herr ist mein Hirte 9 Kinderbibel erzählt | 1985     | Deutschsprachige Buchvorlage erschienen im Brunnen Verlag Basel und R. Brockhaus Verlag; Übersetzung vom Niederländischen ins Deutsche: Barbara Trebing                               |
| 4 1 | 36 1         | 09      | 2 | 3       | Ein toter Junge wird wieder lebendig – Jesus heilt den Knecht eines römischen Hauptmanns • Die Geschichte vom Sämann • Mit festem Schritt [Musiktitel aus Gerth Medien – LP-Nr. 33.635] • Das Töchterchen des Jairus • Fünftausend Menschen werden satt • Jesus geht auf dem Wasser • Eine Frau mit einem großen Glauben • Zehn Aussätzige werden gesund • Jesus macht einen Blinden sehend • Der barmherzige Samariter • Ein Schaf läuft weg • Der Hirte führt die Schäflein [Musiktitel aus Gerth Medien – LP-Nr. 33.644] | | 1985     | Deutschsprachige Buchvorlage erschienen im Brunnen Verlag Basel und R. Brockhaus Verlag; Übersetzung vom Niederländischen ins Deutsche: Barbara Trebing                               |
| 4 1 | 36 1         | 09      | 2 | 3       | Evert Kuijt (Buch); Alfred Kowalsky (Sprecher) | | 1985     | Deutschsprachige Buchvorlage erschienen im Brunnen Verlag Basel und R. Brockhaus Verlag; Übersetzung vom Niederländischen ins Deutsche: Barbara Trebing                               |
| 4 1 | 36 1         | 10      | 2 | 3       | Der Herr ist mein Hirte 10 Kinderbibel erzählt | Der Herr ist mein Hirte 10 Kinderbibel erzählt | 1985     | Deutschsprachige Buchvorlage erschienen im Brunnen Verlag Basel und R. Brockhaus Verlag; Übersetzung vom Niederländischen ins Deutsche: Barbara Trebing                               |
| 4 1 | 36 1         | 10      | 2 | 3       | Musiktitel: Jesus sagt: Lasst die Kinder zu mir kommen [aus Gerth Medien – LP-Nr. 33.635] • Unter seinen Feinden [aus Gerth Medien – LP-Nr. 33.634] | | 1985     | Deutschsprachige Buchvorlage erschienen im Brunnen Verlag Basel und R. Brockhaus Verlag; Übersetzung vom Niederländischen ins Deutsche: Barbara Trebing                               |
| 4 1 | 36 1         | 10      | 2 | 3       | Evert Kuijt (Buch); Alfred Kowalsky (Sprecher) | | 1985     | Deutschsprachige Buchvorlage erschienen im Brunnen Verlag Basel und R. Brockhaus Verlag; Übersetzung vom Niederländischen ins Deutsche: Barbara Trebing                               |
| 4 1 | 36 1         | 11      | 2 | 3       | Der Herr ist mein Hirte 11 Kinderbibel erzählt | Der Herr ist mein Hirte 11 Kinderbibel erzählt | 1985     | Deutschsprachige Buchvorlage erschienen im Brunnen Verlag Basel und R. Brockhaus Verlag; Übersetzung vom Niederländischen ins Deutsche: Barbara Trebing                               |
| 4 1 | 36 1         | 11      | 2 | 3       | Musiktitel: Kommt und seht, das Grab ist leer [aus Gerth Medien – LP-Nr. 33.634] • Jesus sandte seinen Geist [aus Gerth Medien – LP-Nr. 33.635] | | 1985     | Deutschsprachige Buchvorlage erschienen im Brunnen Verlag Basel und R. Brockhaus Verlag; Übersetzung vom Niederländischen ins Deutsche: Barbara Trebing                               |
| 4 1 | 36 1         | 11      | 2 | 3       | Evert Kuijt (Buch); Alfred Kowalsky (Sprecher) | | 1985     | Deutschsprachige Buchvorlage erschienen im Brunnen Verlag Basel und R. Brockhaus Verlag; Übersetzung vom Niederländischen ins Deutsche: Barbara Trebing                               |
| 4 1 | 36 1         | 12      | 2 | 3       | Der Herr ist mein Hirte 12 Kinderbibel erzählt | Der Herr ist mein Hirte 12 Kinderbibel erzählt | 1985     | Deutschsprachige Buchvorlage erschienen im Brunnen Verlag Basel und R. Brockhaus Verlag; Übersetzung vom Niederländischen ins Deutsche: Barbara Trebing                               |
| 4 1 | 36 1         | 12      | 2 | 3       | Musiktitel: Jesus Christus starb für mich [Erstveröffentlichung (?) der Vollversion des Titels aus Gerth Medien – LP-Nr. 33.631] • Wir wissen nicht den Tag noch die Stunde [aus Frohe Botschaft im Lied – Single-Nr. 75.129] | | 1985     | Deutschsprachige Buchvorlage erschienen im Brunnen Verlag Basel und R. Brockhaus Verlag; Übersetzung vom Niederländischen ins Deutsche: Barbara Trebing                               |
| 4 1 | 36 1         | 12      | 2 | 3       | Evert Kuijt (Buch); Alfred Kowalsky (Sprecher) | | 1985     | Deutschsprachige Buchvorlage erschienen im Brunnen Verlag Basel und R. Brockhaus Verlag; Übersetzung vom Niederländischen ins Deutsche: Barbara Trebing                               |

| Nummer | Nummer                                                                       | Nummer | Nummer  | Nummer  | Nummer  | Seite A                                                                              | Seite B                                                                                   | Jahr | Anmerkungen                                                                                          |
| Präfix | LP                                                                           | MC     | Artikel | Postfix | Postfix | Titel                                                                                | Titel                                                                                     | Jahr | Anmerkungen                                                                                          |
| MC     | LP                                                                           | MC     | Artikel | CD      | mp3     | Autor                                                                                | Autor                                                                                     | Jahr | Anmerkungen                                                                                          |
| ------ | ---------------------------------------------------------------------------- | ------ | ------- | ------- | ------- | ------------------------------------------------------------------------------------ | ----------------------------------------------------------------------------------------- | ---- | --- |
| 4      | 33                                                                           | 34     | 001     | 2       | 3       | Gschicht vom chline Maa und Gschicht vom grosse Gwitter                              | Gschicht vom chline Maa und Gschicht vom grosse Gwitter                                   | 19?? | |
| 4      | 33                                                                           | 34     | 001     | 2       | 3       | Gschicht vom chline Maa nach em Lukas-Evangelium Kap. 19, Värse 1-10                 | S’gross Gwitter nach em Matthäus-Evangelium Kap. 14, Värse 22-23                          | 19?? | |
| 4      | 33                                                                           | 34     | 001     | 2       | 3       | Esther Secretan-Blum (?)                                                             |                                                                                           | 19?? | |
| 4      | 33                                                                           | 34     | 002     | 2       | 3       | S’Schlimmscht, wo passiert isch und S’Schönscht, wo passiert isch                    | S’Schlimmscht, wo passiert isch und S’Schönscht, wo passiert isch                         | 1973 | |
| 4      | 33                                                                           | 34     | 002     | 2       | 3       | S’Schlimmscht, wo passiert isch nach em 1. Mose, Kap. 1-3                            | S’Schönscht, wo passiert isch nach em Matthäus-Evangelium und em Lukas-Evangelium, Kap. 2 | 1973 | |
| 4      | 33                                                                           | 34     | 002     | 2       | 3       | Esther Secretan-Blum                                                                 |                                                                                           | 1973 | |
| 4      |                                                                              | 34     | 003     | 2       | 3       | Es isch emal …* Gschichte, wo de Heiland verzellt hät                                | Es isch emal …* Gschichte, wo de Heiland verzellt hät                                     | 19?? | Wiederauflage als MC ohne zusammenfassenden Titel, Aufzählung der einzelnen Episoden auf Front-Cover |
| 4      | Zwei Hüser und en Sturm (Mattäus 7, 24-27) De hässig Richter (Lukas 18, 1-8) | 34     | 003     | 2       | 3       | De Samariter hät verbarme gha (Lukas 10, 30-37) De stolz Pharisäer (Lukas 18, 10-14) |                                                                                           | 19?? | Wiederauflage als MC ohne zusammenfassenden Titel, Aufzählung der einzelnen Episoden auf Front-Cover |
| 4      | Esther Secretan-Blum (?)                                                     | 34     | 003     | 2       | 3       |                                                                                      |                                                                                           | 19?? | Wiederauflage als MC ohne zusammenfassenden Titel, Aufzählung der einzelnen Episoden auf Front-Cover |
| 4      |                                                                              | 34     | 017     | 2       | 3       | De Noah                                                                              | En nöie Afang                                                                             | 1980 | |
| 4      | Noah nach em 1. Mose Kapitel 6,5-Kapitel 8                                   | 34     | 017     | 2       | 3       | En nöie Afang Fortsetzig vo de Gschicht vom Noah bis zum Turmbau vo Babel            |                                                                                           | 1980 | |
| 4      | Esther Secretan-Blum (?)                                                     | 34     | 017     | 2       | 3       |                                                                                      |                                                                                           | 1980 | |
|        |                                                                              |        |         |         |         |                                                                                      |                                                                                           |      | |
| 4      |                                                                              | 34     | 044     | 2       | 3       | De verchauft Josef Biblischi Gschicht, 1. Teil                                       | De verchauft Josef Biblischi Gschicht, 1. Teil                                            | 1987 | Katalognummer MC-Set Teil 1 und 2: 24.002                                                            |
| 4      | Hans Baumann                                                                 | 34     | 044     | 2       | 3       |                                                                                      |                                                                                           | 1987 | Katalognummer MC-Set Teil 1 und 2: 24.002                                                            |

### Linie LK
| Nummer | Nummer  | Seite A | Seite B | Interpreten                                                                     | Jahr     | Anmerkungen |
| Präfix | Artikel | Titel | Titel | Interpreten                                                                     | Jahr     | Anmerkungen |
| MC     | Artikel | Titel | Titel | Interpreten                                                                     | Jahr     | Anmerkungen |
| ------ | ------- | --- | --- | ------------------------------------------------------------------------------- | -------- | --- |
| 42     | 001     | Singet dem Herrn Volume 1 Wachet • Der Tag | Singet dem Herrn Volume 1 Wachet • Der Tag | Horst Marquardt (Sprecher) Wilfried Mann (Sprecher)                             | 1979     | |
| 42     | 001     | Gedanken und Lieder zum Thema „Wachet“ von Horst Marquardt Musiktitel: Wachet auf (Instrumental) (Hans Otto) • Wach auf, mein Herz, und singe [aus Frohe Botschaft im Lied – Single-Nr. 75.975] • Wache auf, hör den Ruf zum Licht [Remix von Frohe Botschaft im Lied – Single-Nr. 45.691] • Sei wachsam [aus Frohe Botschaft im Lied – Single-Nr. 45.942] • Jesu, hilf siegen [aus Frohe Botschaft im Lied – Single-Nr. 75.969] • Wachet, betet, stehet fest [aus Frohe Botschaft im Lied – Single-Nr. 65.445] • Wachet auf, ruft uns die Stimme [aus Frohe Botschaft im Lied – Single-Nr. 45.671] • Wach auf, du Geist der ersten Zeugen [aus Frohe Botschaft im Lied – Single-Nr. 45.367] • Präludium F-Dur „Vivace“ von Johann Sebastian Bach (Instrumental) (Frans van der Reijden) | Gedanken und Lieder zum Thema „Der Tag“ von Wilfried Mann Musiktitel: Dies ist der Tag [aus Songs der Frohen Botschaft – Single-Nr. 61.245]• Tut mir auf die schöne Pforte [aus Frohe Botschaft im Lied – LP-Nr. 33.603] • Mit Jesus alle Tag (Freizeitchor Waldgirmes) • Für jeden Tag [aus Frohe Botschaft im Lied – Single-Nr. 65.408] • Lass dein Licht, mein Herr [aus Frohe Botschaft im Lied – Single-Nr. 45.661] • Gehet hin in alle Welt (Radiochor der Bibelschule Beatenberg) [aus Frohe Botschaft im Lied – Single-Nr. ?] • Auf, denn die Nacht wird kommen [aus Frohe Botschaft im Lied – Single-Nr. 45.950] • Dies ist der Tag, den Gott gemacht (Instrumental) (Frans van der Reijden; Ph. de Koning) | Horst Marquardt (Sprecher) Wilfried Mann (Sprecher)                             | 1979     | |
| 42     | 002     | Mir singed und danked Mundartlieder für Chind | Mir singed und danked Mundartlieder für Chind | Various                                                                         | 19??     | |
| 42     | 003     | Singet dem Herrn Volume 2 Heilsgewissheit • Von Gott bewahrt | Singet dem Herrn Volume 2 Heilsgewissheit • Von Gott bewahrt | 1 Wilfried Mann (Konzept und Sprecher) 2 Horst Marquardt (Konzept und Sprecher) | 1979     | Mitschnitt zweier Rundfunksendungen des Evangelims-Rundfunks |
| 42     | 003     | Heilsgewissheit1 • Musiktitel: Nun, so will ich denn mein Leben [Rundfunkaufnahme aus ERF-Verlag – MC-Nr. 15.006] • Die Güte des Herrn (Wilfried Mann) • Such, wer da will, ein ander Ziel (Auswahlchor aus Christussänger) • Aus tiefer Not schrei ich zu dir [aus ERF-Verlag – MC-Nr. 16.003] • Nun freut euch lieben Christen gmein (Wilfried Mann) • Ist Gott für mich [aus Gerth Medien – LP-Nr. 33.775] • Mir ist Erbarmung widerfahren (Irene von Veh) • Ich weiß, woran ich glaube (Auswahlchor aus Christussänger) | Von Gott bewahrt2 • Musiktitel: Stern, auf den ich schaue (Instrumental) (Gordon Schultz – Piano) • Stern, auf den ich schaue (Wilfried Mann) • Gott wird behüten dich (Hildor Janz; Jack Stenekes) • Jesus hat verheißen [aus Gerth Medien – LP-Nr. 33.781] • Auf Adlers Flügeln getragen (Evangeliumschor Stuttgart) • Herr, ich ruhe, bin geborgen (Wetzlarer Evangeliumschor) • Wir haben einen Felsen (ERF-Studiochor) | 1 Wilfried Mann (Konzept und Sprecher) 2 Horst Marquardt (Konzept und Sprecher) | 1979     | Mitschnitt zweier Rundfunksendungen des Evangelims-Rundfunks |
| 42     | 004     | Singet dem Herrn Volume 3 Weihenacht • Advent | Singet dem Herrn Volume 3 Weihenacht • Advent | 1 Wilfried Mann (Konzept und Sprecher) 2 Kurt Scherer (Konzept und Sprecher)    | 19??     | Mitschnitt zweier Rundfunksendungen des Evangelims-Rundfunks |
| 42     | 004     | Weihenacht1 | Advent2 | 1 Wilfried Mann (Konzept und Sprecher) 2 Kurt Scherer (Konzept und Sprecher)    | 19??     | Mitschnitt zweier Rundfunksendungen des Evangelims-Rundfunks |
| 42     | 005     | Quelle der Hoffnung | Quelle der Hoffnung | Victory Quintett                                                                | 1979     | Viktory Quintett: Wiebe Knecht, Tenor; Wim Nelisse, Tenor; Alfred Weiss, Bariton; Manuel Kloostra, Bass Philip de Koning (Orgel) Frans van der Reijden (Klavier, Flöte, Vibraphon und Glockenspiel)         |
| 42     | 005     | [1] O hätt ich tausend Zungen nur (Instrumental) • [2] In dir, Herr Jesus, fand mein Herz • [3] Herrlich ist das Leben • [4] Ich weiß einen Strom (Instrumental) • [5] Als ich ihn noch nicht kannte • [6] Manchmal gibt es hier auf Erden • [7] Wenn im Leben Stürme wüten • [8] Siegend schreitet Jesus (Instrumental) • [9] Niemals brauchst du allein zu sein • [10] Einst fern von Gottes Hand • [11] Glaube Gott • [12] Welch ein Freund ist unser Jesus (Instrumental) • [13] Wie manche Träne fließt • [14] Bist du allein • [15] Immer näher (Instrumental) • [16] Auch wenn wir den Tag nicht wissen • [17] O hätt ich tausend Zungen nur • [18] In dir, Jesus, fand mein Herz • [19] Herrlich ist das Leben • [20] Ich weiß einen Strom • [21] Als ich ihn noch nicht kannte • [22] Manchmal gibt es hier auf Erden • [23] Wenn im Leben Stürme wüten • [24] Siegend schreitet Jesus • [25] Niemals brauchst du allein zu sein | | Victory Quintett                                                                | 1979     | Viktory Quintett: Wiebe Knecht, Tenor; Wim Nelisse, Tenor; Alfred Weiss, Bariton; Manuel Kloostra, Bass Philip de Koning (Orgel) Frans van der Reijden (Klavier, Flöte, Vibraphon und Glockenspiel)         |
| 42     | 006     | Der Herr ist treu | Der Herr ist treu | Evangeliums-Sänger                                                              | 1981     | Evangeliums-Sänger Hans Baumann, Alfred Caseri, Theo Fischer, Ruedi Lang, Erwin Matter, Walter Matter, Andreas Pfenninger, Richard Stähli (Frans van der Reijden – Klavier und Orgel)                       |
| 42     | 006     | Der Herr ist treu • Wir loben und preisen • Mein Herz ist voller Freud • I Walk In The Garden Alone (Ich geh in den Garten allein) [Instrumental] • Traue Gott • Mein Jesus ist mir alles • Geprezen zei des Heilands naam (Gepriesen sei des Heilandes Name) (Laut rühmet Jesu Herrlichkeit) (Krönt ihn) [Instrumental] • Ich weiß, mein Heiland liebet mich • Ich fand Friede und Freude • Einen Freund fand ich in Jesus • Leben aus Gottes Hand • Wenn das irdisch Dasein • Warst du oftmals ganz verlassen • Singe deinem Herrn • Vorwärts Christi Streiter [Instrumental] • Öffne mein Auge • Bald kommt Jesu Christ • Unser Herz ist stets erfüllt • De stad met paarlen poorten (Offen stehn die Perlentore) [Instrumental] • Dank sei dir, o Gotteslamm • Ich bin entschlossen | | Evangeliums-Sänger                                                              | 1981     | Evangeliums-Sänger Hans Baumann, Alfred Caseri, Theo Fischer, Ruedi Lang, Erwin Matter, Walter Matter, Andreas Pfenninger, Richard Stähli (Frans van der Reijden – Klavier und Orgel)                       |
| 42     | 007     | Singet dem Herrn Volume 4 Seid getrost • Vertrauen | Singet dem Herrn Volume 4 Seid getrost • Vertrauen | Wilfried Mann (Konzept und Sprecher)                                            | 1981     | Tonträgerveröffentlichung zweier Rundfunksendungen des Evangelims-Rundfunks |
| 42     | 007     | Seid getrost | Vertrauen | Wilfried Mann (Konzept und Sprecher)                                            | 1981     | Tonträgerveröffentlichung zweier Rundfunksendungen des Evangelims-Rundfunks |
| 42     | 008     | Singet dem Herrn Volume 5 Gott ruft uns • Gott versteht uns | Singet dem Herrn Volume 5 Gott ruft uns • Gott versteht uns | Wilfried Mann (Konzept und Sprecher) (?)                                        | 198?     | |
| 42     | 008     | Gott ruft uns | Gott versteht uns | Wilfried Mann (Konzept und Sprecher) (?)                                        | 198?     | |
| 42     | 009     | Das ist unsre Botschaft | Das ist unsre Botschaft | Singkreis Aarau                                                                 | 1982     | |
| 42     | 009     | [1] Das ist unsre Botschaft • [2] Nieder zur Erden • [3] Du hast dich uns zugewandt • [4] Menschen laufen an uns vorbei • [5] Meine Hände waren voll von Dingen • [6] Dir, Herr, will ich danken • [7] Dank sei dir, mein Herr und Gott • [8] Ist dein Herz voll Sorgen und Schmerz • [9] Ich bin schwach, doch du bist stark • [10] Manchmal frag ich mich • [11] Zwei Jünger gingen • [12] Der Herr ist mein getreuer Hirte • [13] Gib mir, Gott, ein neues Herz • [14] Du gibst das Leben • [15] Jesus hat verheißen • [16] Alle Leute sagen: Amen | | Singkreis Aarau                                                                 | 1982     | |
| 42     | 010     | Ehre unserm Gott | Ehre unserm Gott | Jona-Quartett (Lini Fässler, Verena Märkli Hirz, Paul Bühler, Peter Koch)       | 1982     | |
| 42     | 010     | [1] Ehre unserm Gott und Vater • [2] Ein Jubel klingt durch diese Welt • [3] Herr, wir wissen, dass du lebst • [4] Krönt ihn, krönt ihn, unsern Herrn (Instrumental) • [5] Ich singe dir mit Herz und Mund • [6] Dir, o Heiland, dir vertrau ich • [7] Du bist der Name • [8] Du kannst immer siegreich sein • [9] Zum Kampf, ihr Streiterscharen (Instrumental) • [10] Jesus kam, uns zu erlösen • [11] Jesu, geh voran • [12] Mich verlangt nicht nach Schätzen • [13] Welch ein Freund ist unser Jesus • [14] Ist dir die Last deiner Sünde zu schwer (Instrumental) • [15] Wir tragen viele Masken • [16] Komm zu dem Heiland • [17] So wie ich bin, komm ich zu dir • [18] Wohl mir, dass ich Jesum habe (Instrumental) | | Jona-Quartett (Lini Fässler, Verena Märkli Hirz, Paul Bühler, Peter Koch)       | 1982     | |
| 42     | 011     | Weihnachtsgeschichte aus Lukas 2 | 30 Minuten Lieder zum Mitsingen |                                                                                 | 19??     | |
| 42     | 012     | Wir Kinder singen von Jesus Bekannte Kinderlieder | Wir Kinder singen von Jesus Bekannte Kinderlieder | Various                                                                         | 1983     | Kompilationsalbum aus verlagsexternen Zweitverwertungstiteln vorangegangener Veröffentlichungen |
| 42     | 012     | [1] Wir möchten Lieder singen [aus Gerth Medien – LP-Nr. 33.637] • [2] Freut euch doch [aus Gerth Medien – LP-Nr. 33.625] • [3] Die Freude am Herrn [aus Gerth Medien – LP-Nr. 33.630] • [4] Freud, Freud, mein Herz ist voller Freud / Menschen, die zu Jesus fanden [aus Gerth Medien – LP-Nr. 33.746] • [5] Lasst uns danken, statt zu klagen [aus Gerth Medien – LP-Nr. 33.630] • [6] Wir danken dir, Vater [aus Gerth Medien – LP-Nr. 33.636] • [7] Für den goldnen Sonnenschein [aus Gerth Medien – LP-Nr. 33.746] • [8] Lobe den Herrn, meine Seele [aus Gerth Medien – LP-Nr. 33.630] • [9] Dies ist der Tag [aus Janz Team Music – LP-Nr. 7015] • [10] Sing And Pray [aus Gerth Medien – LP-Nr. 33.769] • [11] Jesus ist das Licht der Welt [aus Gerth Medien – LP-Nr. 33.630] • [12] Er hat die ganze Welt in seiner Hand [aus Gerth Medien – LP-Nr. 33.621] • [13] Jesus sagt: Lasst die Kinder zu mir kommen • [14] Ja, Gott hat alle Kinder lieb • [15] Gottes Liebe ist wie die Sonne • [16] Wenn Gott uns nicht liebte • [17] Ich hörte viel von Noah • [18] Ich möchte gern ein Schäflein des guten Hirten sein • [19] Das verlorene Schaf • [20] Wie kann man jung sein • [21] Weise mir, Herr, deinen Weg • [22] Sei ein lebendger Fisch | | Various                                                                         | 1983     | Kompilationsalbum aus verlagsexternen Zweitverwertungstiteln vorangegangener Veröffentlichungen |
| 42     | 013     | Halleluja, singt Halleluja | Halleluja, singt Halleluja | Christus-Festwochenchor Zürich 1983 1 Hildor Janz                               | 1983     | Live-Mitschnitte aus dem Musikprogramm der Evangelisationsveranstaltung Christus-Festwochen mit Wilhelm Pahls im Hallenstadion, Zürich, im Frühjahr 1983, mit einem etwa 400 Stimmen zählenden Projektchor. |
| 42     | 013     | [1] Halleluja, singt Halleluja [Live]1 • [2] Preist den Herrn, alle Welt [Live]1 • [3] Endlich frei gemacht [Live] [1983 Version] • [4] Jesus, du Lamm Gottes [Live] • [5] Wenn mein Volk [Live] • [6] Weil Jesus lebt [Live]1 • [7] Das ist unsre Botschaft [Live] [1983 Version] • [8] Herr, wir wissen, dass du lebst [Live] • [9] Lobet Gott, preiset ihn [Live] • [10] Herr, wir bitten, komm und segne uns [Live] • [11] Sie banden Jesu Hände [Live]1 • [12] Jesus Christus starb für mich [Live] • [13] Lasten, sie fallen auf Golgatha [Live] [1983 Version]1 • [14] Ich komme, Herr [Live] [1983 Version]1 • [15] Einer kennt dich [Live] • [16] Preiset den Herrn [Live] | | Christus-Festwochenchor Zürich 1983 1 Hildor Janz                               | 1983     | Live-Mitschnitte aus dem Musikprogramm der Evangelisationsveranstaltung Christus-Festwochen mit Wilhelm Pahls im Hallenstadion, Zürich, im Frühjahr 1983, mit einem etwa 400 Stimmen zählenden Projektchor. |
| 42     | 014     | Singet dem Herrn Volume 6 Jesus kommt wieder • Wir werden ihn schauen | Singet dem Herrn Volume 6 Jesus kommt wieder • Wir werden ihn schauen | Wilfried Mann (Konzept und Sprecher)                                            | 1983     | |
| 42     | 014     | Jesus kommt wieder Musiktitel: Wenn des Herrn Posaune einst erschallt • Jesus Christus kommt bald wieder • Jesus kommt wieder • Wir wissen nicht den Tag noch die Stunden • Bald kommt der Tag • Eine große Zahl von Menschen geht bald heim | Wir werden ihn schauen Musiktitel: Wir halten fest in dieser Zeit • Wir sind nur Gast auf Erden • Kommt einst der Tag • Wenn mein Weg hier zu Ende • Jerusalem | Wilfried Mann (Konzept und Sprecher)                                            | 1983     | |
| 42     | 015     | Singet dem Herrn Volume 7 Weihnachtslieder | Singet dem Herrn Volume 7 Weihnachtslieder | Various                                                                         | 198?     | |
| 42     | 016     | Spielet dem Herrn 1 Geistliche und klassische Musik | Spielet dem Herrn 1 Geistliche und klassische Musik | Various                                                                         | 1983     | |
| 42     | 017     | Spielet dem Herrn 2 Geistliche und klassische Musik | Spielet dem Herrn 2 Geistliche und klassische Musik | Various                                                                         | 1984     | |
| 42     | 018     | Es ist vollbracht! Lieder zu Jesu Tod und Auferstehung | Es ist vollbracht! Lieder zu Jesu Tod und Auferstehung | Wilfried Mann; Hella Heizmann u. a.                                             | 1984     | |
| 42     | 019     | Wir Kinder singen und danken Bekannte Kinderlieder 2* | Wir Kinder singen und danken Bekannte Kinderlieder 2* | Various                                                                         | 1984     | Kompilationsalbum aus grösstenteils verlagsexternen Zweitverwertungstiteln vorangegangener Veröffentlichungen; Keine Serien-Fortzählungsnummer bei Initialveröffentlichung                                  |
| 42     | 019     | [1] Sing mit mir ein Halleluja [aus Gerth Medien – LP-Nr. 33.624] • [2] Ich will singen und dir danken [aus Gerth Medien – LP-Nr. 33.644] • [3] Solang gesungen wird (Jona-Kinderchor?) • [4] Halleluja, Halleluja (Hallelu, Hallelu, Halleluja) (Instrumental) • [5] Lobet den Herren, alle, die ihn ehren [aus Frohe Botschaft im Lied – Single-Nr. 75.215] • [6] Gottes Liebe (Gottes Liebe ist wie die Sonne) [aus Gerth Medien – LP-Nr. 33.644] • [7] O Herr, ich danke dir [aus Gerth Medien – LP-Nr. 33.626] • [8] Danke (Danke für diesen guten Morgen) (Instrumental) • [9] Das Wort des Herrn ist wahrhaftig [aus Gerth Medien – LP-Nr. 33.644] • [10] Hab Dank, lieber Vater [aus Frohe Botschaft im Lied – Single-Nr. 75.224] • [11] Sing, sing, preis und sing [aus Frohe Botschaft im Lied – Single-Nr. 75.214] • [12] Ich danke dir, Vater im Himmel [aus Gerth Medien – LP-Nr. 33.628] • [13] Psalm 50 (Halleluja, lobet Gott) [Interpret?] [Quelle?] • [14] Ich habe Freude (Instrumental) • [15] Kommt und singt [aus Gerth Medien – LP-Nr. 33.636] • [16] Ich bin fröhlich erwacht [aus Gerth Medien – LP-Nr. 33.630] • [17] Himmel und die Erde [aus Gerth Medien – LP-Nr. 33.644] • [18] Vater im Himmel (Instrumental) • [19] Unser Haus [aus Gerth Medien – LP-Nr. 33.630] • [20] Danke, Herr Jesus [aus Gerth Medien – LP-Nr. 33.625] • [21] Der Herr ist meine Stärke und mein Schild [aus Gerth Medien – LP-Nr. 33.624] | | Various                                                                         | 1984     | Kompilationsalbum aus grösstenteils verlagsexternen Zweitverwertungstiteln vorangegangener Veröffentlichungen; Keine Serien-Fortzählungsnummer bei Initialveröffentlichung                                  |
| 42     | 020     | De Heiland hät eus Chinde lieb | De Heiland hät eus Chinde lieb | Various                                                                         | 1988 (?) | |
| 42     | 023     | Singe und schpile macht Fröid Mundartlieder für Chind | Singe und schpile macht Fröid Mundartlieder für Chind | Various                                                                         | 1988 (?) | |
| 42     | 024     | Befiehl dem Herrn deine Wege | Befiehl dem Herrn deine Wege | Various                                                                         | 1988 (?) | |
| 42     | 025     | Jesus ist die Antwort | Jesus ist die Antwort | Various                                                                         | 1988 (?) | Kompilationsalbum aus verlagsexternen Zweitverwertungstiteln vorangegangener Veröffentlichungen |
| 42     | 025     | [1] Jesus ist die Antwort • [2] Es braucht dein ganzes Ja • [3] Komm zu Jesus, du wirst sehn (Wir wollen weitergehn) • [4] Sag nicht nein • [5] Ich sage Ja zu dir • [6] Jesus, nur du bist der Herr • [7] Zieh mich hin zu dir • [8] Lass mich immer stille halten • [9] Sein Nam heißt Wunderbar • [10] Herr, wie groß ist deine Liebe • [11] Heilig ist der Name Jesus • [12] Jesus, ich will gehn, sende mich • [13] Dir, Herr, will ich danken | | Various                                                                         | 1988 (?) | Kompilationsalbum aus verlagsexternen Zweitverwertungstiteln vorangegangener Veröffentlichungen |

| Nummer | Nummer  | Titel | Interpreten | Jahr     | Anmerkungen                                                                     |
| Präfix | Artikel | Titel | Interpreten | Jahr     | Anmerkungen                                                                     |
| CD     | Artikel | Titel | Interpreten | Jahr     | Anmerkungen                                                                     |
| ------ | ------- | --- | --- | -------- | ------------------------------------------------------------------------------- |
| 43     | 001     | Du gibst Friede, mein Gott | Hans-Günter Dobzinski; Heike Barth; Susan Schülke; Hella Heizmann; Wetzlarer Jugendchor | 1988 (?) | Kompilationsalbum aus Zweitverwertungstiteln verlagsexterner Veröffentlichungen |
| 43     | 001     | [1] Selig sind, die reinen Herzens sind • [2] Welch ein Freund ist unser Jesus • [3] Der Name Jesus • [4] Die Gott lieben, werden sein wie die Sonne • [5] Amazing Grace • [6] Du bist unsre Zuversicht • [7] Wenn Friede mit Gott • [8] Gott versteht dich • [9] Wer kann Menschen besser helfen • [10] Auf Golgatha, am Kreuzesstamm • [11] Alle Menschen suchen nach der Freude • [12] Wer glaubt, der bleibt • [13] Unser Vater • [14] Wer kann je beschreiben • [15] Du gibst Freude, mein Gott • [16] Kum Ba Ya My Lord         | Hans-Günter Dobzinski; Heike Barth; Susan Schülke; Hella Heizmann; Wetzlarer Jugendchor | 1988 (?) | Kompilationsalbum aus Zweitverwertungstiteln verlagsexterner Veröffentlichungen |
| 43     | 002     | Gelobt sei Gott | Württembergisches Kammerorchester Heilbronn; Gächinger Kantorei Stuttgart; Bach-Collegium Stuttgart; Heinrich-Schütz-Kantorei Freiburg; Hans Joachim Erhard (Orgel); Hanns-Martin Lehning (Orgel) | 1988 (?) | Kompilationsalbum aus Zweitverwertungstiteln verlagsexterner Veröffentlichungen |
| 43     | 002     | Sinfonia in D-Dur von Johann Sebastian Bach • Sinfonia in d-Moll von Johann Sebastian Bach • Erfreut euch, ihr Herzen (aus der Kantate BWV 66) • Gott, man lobet dich in der Stille (aus der Kantate BWV 120) • Wir danken dir, Gott, wir danken dir (aus der Kantate BWV 29) • Der Herr denket an uns (aus der Kantate BWV 196) • Wachet auf, ruft uns die Stimme (aus der Kantate BWV 140) • Magnificat von Johann Sebastian Bach • Pièce d'orgue (BWV 768) • Lobet Gott, unseren Herrn Zebaoth • Gelobt sei Gott im höchsten Thron | Württembergisches Kammerorchester Heilbronn; Gächinger Kantorei Stuttgart; Bach-Collegium Stuttgart; Heinrich-Schütz-Kantorei Freiburg; Hans Joachim Erhard (Orgel); Hanns-Martin Lehning (Orgel) | 1988 (?) | Kompilationsalbum aus Zweitverwertungstiteln verlagsexterner Veröffentlichungen |

### Linien EV / GD / WG
| Nummer | Nummer  | Seite A | Seite B | Jahr     | Anmerkungen |
| Präfix | Artikel | Titel | Titel | Jahr     | Anmerkungen |
| MC     | Artikel | Autor | Autor | Jahr     | Anmerkungen |
| ------ | ------- | --- | --- | -------- | --- |
| 44     | 002     | Der verlorene Sohn | Welche Bedeutung hat das Leiden und Sterben Jesu für uns? | 1977     | |
| 44     | 002     | Musiktitel: - Ich bin durch die Welt gegangen (Frans van der Reijden – Orgel) - Ist dein Leben voller Schuld [aus Lieder des Lebens – LP-Nr. 511-L (?)] | - O Haupt voll Blut und Wunden (Frans van der Reijden – Orgel) - Wär gleich blutrot die Sünde [aus Janz Team Music – LP 6016] | 1977     | |
| 44     | 002     | Armin Mauerhofer (Sprecher) | | 1977     | |
| 44     | 003     | Das Geschehen am Kreuz | Friedhof – Endstation? | 1977     | |
| 44     | 003     | Musiktitel: - Sieh, das ist Gottes Lamm (Frans van der Reijden – Orgel) - Jesus Christus starb für mich [aus Janz Team Music – LP-Nr. 3022] | Musiktitel: - Auf Gott vertraue ich (Frans van der Reijden – Orgel) - Es ist niemand zu groß [aus Janz Team Music – LP-Nr. 3022] | 1977     | |
| 44     | 003     | Bruno Schwengeler (Sprecher) | | 1977     | |
| 44     | 005     | Gibt es noch Hilfe? | Vergebung | 1977     | |
| 44     | 005     | Musiktitel: - Wer nur den lieben Gott lässt walten (Frans van der Reijden – Orgel, Klavier, Flöte) - Ich suchte den Herrn [aus Gerth Medien – LP-Nr. 33.774] | Musiktitel: - Largetto aus Triosonate in G-Dur von Johann Stamitz (G. Bolliger – Violine; N. Hörni – Violine; Frans van der Reijden – Klavier) - Wir rufen die Menschen zu Jesus [aus VLM – LP-Nr. 4002] | 1977     | |
| 44     | 005     | Jakob Hitz (Sprecher) | | 1977     | |
| 44     | 009     | Jesus – Religionsstifter oder Gottes Sohn? | Sünde – Erziehungskomplex? (Sünde – Erziehungskomplex oder lebensbedrohende Macht?) | 1978     | Tonträgerveröffentlichung von zwei Sendungen des Evangeliums-Rundfunks |
| 44     | 009     | Musiktitel: - Jesus ist der schönste Nam [aus Frohe Botschaft im Lied – Single-Nr. 45.362] - Sag, kennst du wohl den wunderbaren Namen [aus Frohe Botschaft im Lied – Single-Nr. 45.075] - Als Gottes Sohn stieg er vom Thron [aus Frohe Botschaft im Lied – Single-Nr. 75.968] | Musiktitel: - Ins Wasser fällt ein Stein [aus Gerth Medien – LP-Nr. 33.770] - Es gibt eine Gnade, vollkommen und frei [aus Gerth Medien – LP-Nr. 33.770] | 1978     | Tonträgerveröffentlichung von zwei Sendungen des Evangeliums-Rundfunks |
| 44     | 009     | Friedhold Vogel (Sprecher) | | 1978     | Tonträgerveröffentlichung von zwei Sendungen des Evangeliums-Rundfunks |
| 44     | 010     | Vom Gottesleugner zum Christen | Ist das Leben ohne Gott schöner? | 1978     | |
| 44     | 010     | Musiktitel: - Introduction (Frans van der Reijden – Klavier und Orgel) - Jesus, welch ein Freund der Sünder [aus Janz Team Music – LP-Nr. 3022] | Musiktitel: - Wenn Friede mit Gott (Frans van der Reijden – Flöte und Orgel) - Sag, wohin [aus Janz Team Music – LP-Nr. 3021] | 1978     | |
| 44     | 010     | Alexander Seibel (Sprecher) | | 1978     | |
| 44     | 011     | Religion oder Christus | Viele tragen Masken | 1978     | |
| 44     | 011     | Musiktitel: - Jesus, unser Trost und Leben (Frans van der Reijden – Flöte und Orgel) - Was willst du mehr? [aus Gerth Medien – LP-Nr. 33.771] | Musiktitel: - Dir, o Heiland, dir vertrau ich (Frans van der Reijden – Flöte und Orgel) - Verpass nicht die Gelegenheit [aus Janz Team Music – LP-Nr. 1010] | 1978     | |
| 44     | 011     | Alexander Seibel (Sprecher) | | 1978     | |
| 44     | 014     | Hat mein Leben einen Sinn? | Gibt es eine Lösung der Schuldfrage? | 19??     | |
| 44     | 014     | Musiktitel: - Instrumental - Ich fand Friede im Leben durch Golgathas Kreuz (Männerquartett) | Musiktitel: - Instrumental (Frans van der Reijden – Orgel und Klavier) - Jesus kam, uns zu erlösen [aus Frohe Botschaft im Lied – Single-Nr. 75.993] | 19??     | |
| 44     | 014     | Erich Mauerhofer (Sprecher) | | 19??     | |
| 44     | 017     | Was ist der Mensch? | Die große Gewissheit | 1978     | Tonträgerveröffentlichung von zwei Sendungen des Evangeliums-Rundfunks |
| 44     | 017     | Musiktitel: - Was ist der Mensch, dass du seiner gedenkst (Frans van der Reijden – Klavier und Orgel) - Was die Welt heute braucht (aus: Wir singen einen Chorus) (Franz Knies) [aus Gesungenes Evangelium – Single-Nr. KN 5016 (?)] | Musiktitel: - Jesus, du bist unaussprechlich (Berliner Evangelisationschor) [Quelle?] | 1978     | Tonträgerveröffentlichung von zwei Sendungen des Evangeliums-Rundfunks |
| 44     | 017     | Immanuel Sücker (Sprecher) | Gottfried Schröter (Sprecher) | 1978     | Tonträgerveröffentlichung von zwei Sendungen des Evangeliums-Rundfunks |
| 44     | 018     | Das neue Programm | Nie mehr einsam | 1978     | |
| 44     | 018     | Musiktitel: - Frohe Botschaft wir künden den Völkern (Ph. d. Koning – Orgel; Frans van der Reijden – Flöte und Klavier) - Halleluja, rühmt das Kreuz [aus Jugend für Christus – LP-Nr. 1018] - Von guten Mächten wunderbar geborgen [aus Frohe Botschaft im Lied – Single-Nr. 65.434] | Musiktitel: - Ewger Morgen (Frans van der Reijden – Klavier und Orgel) - Wenn du Jesus kennst [aus Frohe Botschaft im Lied – Single-Nr. 65.423] | 1978     | |
| 44     | 018     | Peter Hahne (Sprecher) | | 1978     | |
| 44     | 019     | Die letzte Einladung | Eine Verabredung, die Du einhalten musst | 1978     | |
| 44     | 019     | Musiktitel: - Ich bin durch die Welt gegangen [aus Frohe Botschaft im Lied – Single-Nr. 45.960] - O sieh dort am Kreuze [aus Frohe Botschaft im Lied – Single-Nr. 75.999] - Weiß, so weiß wie Schnee [aus Frohe Botschaft im Lied – Single-Nr. 75.999] - So wie ich bin (Wilfried Mann & Evangeliumschor) [Quelle?]                                                                      | Musiktitel: - Verpass nicht die Gelegenheit [aus Janz Team Music – LP-Nr. 1010] - Sag nicht nein [aus Gerth Medien – LP-Nr. 33.767] | 1978     | |
| 44     | 019     | Leo Janz (Sprecher) | | 1978     | |
| 44     | 020     | Ein Ohr, in das man jammern kann | Gute Nachricht für Atheisten | 1978     | Tonträgerveröffentlichung von zwei Sendungen des Evangeliums-Rundfunks |
| 44     | 020     | Musiktitel: - Du gehst durch die Straßen [aus Songs der Frohen Botschaft – Single-Nr. 61.101] - Bist du rastlos [aus Frohe Botschaft im Lied – Single-Nr. 65.443] | Musiktitel: - Sag nicht nein [aus Janz Team Music – LP-Nr. 5012] | 1978     | Tonträgerveröffentlichung von zwei Sendungen des Evangeliums-Rundfunks |
| 44     | 020     | Richard Kriese (Sprecher) | | 1978     | Tonträgerveröffentlichung von zwei Sendungen des Evangeliums-Rundfunks |
| 44     | 021     | Entscheidung für Christus (Entscheidung für Christus – wie macht man das?) | Religiös – und doch von Gott getrennt | 1978     | Tonträgerveröffentlichung von zwei Sendungen des Evangeliums-Rundfunks |
| 44     | 021     | Musiktitel: - Ich fange von vorne an [aus Projektion J – LP-Nr. PJM 5003] - Weiß ich den Weg auch nicht (Blasmusik der FeG Kempten/ZH) [Quelle?] | Musiktitel: - Ich suchte dich [aus Gerth Medien – LP-Nr. 33.503] - Herr, weil mich festhält deine starke Hand [aus Frohe Botschaft im Lied – Single-Nr. 45.935] | 1978     | Tonträgerveröffentlichung von zwei Sendungen des Evangeliums-Rundfunks |
| 44     | 021     | Richard Kriese (Sprecher); Peter Schneider (Sprecher) | Hermann Schürenberg (Sprecher) | 1978     | Tonträgerveröffentlichung von zwei Sendungen des Evangeliums-Rundfunks |
| 44     | 022     | Mut zum Gebet Gebet und Bitte | Gebet und Dank Gebet und Fürbitte | 1978     | Tonträgerveröffentlichung von zwei Sendungen des Evangeliums-Rundfunks (?) |
| 44     | 022     | Musiktitel: | Musiktitel: | 1978     | Tonträgerveröffentlichung von zwei Sendungen des Evangeliums-Rundfunks (?) |
| 44     | 022     | Friedhold Vogel (Sprecher) | | 1978     | Tonträgerveröffentlichung von zwei Sendungen des Evangeliums-Rundfunks (?) |
| 44     | 023     | Christsein – heute | „Etwas Festes muss der Mensch haben“ | 1978     | |
| 44     | 023     | Musiktitel: - Hast du Jesu Ruf vernommen? (Frans van der Reijden – Flöte und Orgel) - Brüder, noch gilt es zu retten (Männerquartett der Bibelschule Beatenberg) [aus Frohe Botschaft im Lied – Single-Nr. ?] | Musiktitel: - Ein feste Burg ist unser Gott (Frans van der Reijden – Orgel) - Ich suchte den Herrn [aus Gerth Medien – LP-Nr. 33.774] | 1978     | |
| 44     | 023     | Gerhard Bergmann (Sprecher) | | 1978     | |
| 44     | 024     | Weshalb ich der Bibel trotzdem glaube | Rettende Gotteskraft | 1978     | Tonträgerveröffentlichung von zwei Sendungen des Evangeliums-Rundfunks |
| 44     | 024     | Musiktitel: - Allegro aus Concerto Grosso c-moll von Georg Friedrich Händel (Homburger Kammerorchester) | Musiktitel: - Jesus, welch ein Freund der Sünder [aus Janz Team Music – LP-Nr. 3022] - Du gibst das Leben [aus Gerth Medien – LP-Nr. 33.778] - Nun, so will ich denn mein Leben [aus ERF-Verlag – MC-Nr. 15.006] - Ruhe, meine Seele, dein Gott ist König (Frans van der Reijden – Klavier) | 1978     | Tonträgerveröffentlichung von zwei Sendungen des Evangeliums-Rundfunks |
| 44     | 024     | Gottfried Schröter (Sprecher) | Theophil Rehse (Sprecher) | 1978     | Tonträgerveröffentlichung von zwei Sendungen des Evangeliums-Rundfunks |
| 44     | 026     | In der Welt habt ihr Angst | Ihr seid teuer erkauft | 1978     | Tonträgerveröffentlichung von zwei Sendungen des Evangeliums-Rundfunks |
| 44     | 026     | Musiktitel: - Bist du allein [Quelle?] (Viktory-Quintett) | Musiktitel: - Er sendet uns [aus Gerth Medien – LP-Nr. 33.778] - Herr, wir bitten, komm und segne uns [aus Gerth Medien – LP-Nr. 33.778] - Ich habe nun den Grund gefunden (Frans van der Reijden – Orgel) | 1978     | Tonträgerveröffentlichung von zwei Sendungen des Evangeliums-Rundfunks |
| 44     | 026     | Hansjörg Bräumer (Sprecher) | Paul Deitenbeck (Sprecher) | 1978     | Tonträgerveröffentlichung von zwei Sendungen des Evangeliums-Rundfunks |
| 44     | 027     | „Da ging ihm die Sonne auf“ | Ein sinnvolles Leben | 1978     | Tonträgerveröffentlichung von zwei Sendungen des Evangeliums-Rundfunks |
| 44     | 027     | Musiktitel: - Die Nachtigall (Scheint mir das Leben) [aus Gerth Medien – LP-Nr. 33.778] - Instrumental - O die tiefe Liebe Jesu [aus Gerth Medien – LP-Nr. 33.777] - Es gibt eine Gnade, vollkommen und frei [aus Gerth Medien – LP-Nr. 33.770] | Musiktitel: - Sag, wohin [aus Janz Team Music – LP-Nr. 6021] - Instrumental - Groß ist der Herr [aus Janz Team Music – LP-Nr. 6021] - In dir, Herr Jesu, fand mein Herz / Mein Herz ist voller Dank [Quelle?] (Viktory-Quintett?) - Instrumental | 1978     | Tonträgerveröffentlichung von zwei Sendungen des Evangeliums-Rundfunks |
| 44     | 027     | Kurt Scherer (Sprecher) | Leo Janz (Sprecher) | 1978     | Tonträgerveröffentlichung von zwei Sendungen des Evangeliums-Rundfunks |
| 44     | 028     | Geführtes Leben | Ich rate dir | 197?     | Tonträgerveröffentlichung von zwei Sendungen des Evangeliums-Rundfunks |
| 44     | 028     | Musiktitel: - Gott hat dir das Leben gegeben [aus Gerth Medien – LP-Nr. 33.781] - Befiehl du deine Wege [aus Gerth Medien – LP-Nr. 33.775] - O Heiland der Welt (Instrumental) [Rundfunkaufnahme des Evangeliums-Rundfunks (?)] (Interpret?) | Musiktitel: - Jesu, geh voran [Rundfunkaufnahme des Evangeliums-Rundfunks (?)] (Interpret?) | 197?     | Tonträgerveröffentlichung von zwei Sendungen des Evangeliums-Rundfunks |
| 44     | 028     | Horst Marquardt (Sprecher) | | 197?     | Tonträgerveröffentlichung von zwei Sendungen des Evangeliums-Rundfunks |
| 44     | 029     | Im Konstruktionsbüro des Schöpfers | Stammt der Mensch vom Affen ab? | 1978     | Tonträgerveröffentlichung von zwei Sendungen des Evangeliums-Rundfunks |
| 44     | 029     | Musiktitel: - Großer Gott, wir loben dich [aus Hänssler Music – LP-Nr. 99.118 (?)] (Gordon Schultz – Klavier) | Musiktitel: - Ehre sei an Gott (Frans van der Reijden – Orgel) | 1978     | Tonträgerveröffentlichung von zwei Sendungen des Evangeliums-Rundfunks |
| 44     | 029     | Erich Hitzbleck (Autor); Peter Schneider (Sprecher) | | 1978     | Tonträgerveröffentlichung von zwei Sendungen des Evangeliums-Rundfunks |
| 44     | 030     | Ich bin durch die Welt gegangen | Da kann man „nur noch“ beten | 1979     | |
| 44     | 030     | Musiktitel: - Ich bin durch die Welt gegangen (Instrumental) [Orchester Hardy Schneiders] - Ich bin durch die Welt gegangen [Wilfried Reuter] | Musiktitel: - Mit dem Herrn fang alles an [Ria Deppert] - Weiß ich den Weg auch nicht [Wilfried Reuter] - Beter sind Wundervollbringer [Hildor Janz] - Welch ein Freund ist unser Jesus [Studio-Orchester] | 1979     | |
| 44     | 030     | Horst Marquardt (Sprecher) | Kurt Scherer (Sprecher) | 1979     | |
|        |         | | |          | |
| 44     | 032     | Wie kann man Gott erkennen? | Jesus prägt die Ehe | 1979     | Tonträgerveröffentlichung von zwei Sendungen des Evangeliums-Rundfunks, Seite B dabei unter Verwendung von Live-Mitschnitten einer Evangelisationsveranstaltung von Neues Leben in Zürich |
| 44     | 032     | Musiktitel: - O Gott, dir sei Ehre (Instrumental) [Quelle?] [Interpret?] - Wo ist der Sinn des Lebens [Rundfunkaufnahme des Evangeliums-Rundfunks (?)] (ERF-Studiochor (?)) - Gott hat dir das Leben gegeben [aus Gerth Medien – LP-Nr. 33.781] - Jesus ist kommen (Instrumental) [Quelle?] [Interpret?]                                                                                 | Musiktitel: - Jesus ist Sieger, mit goldenen Lettern [Live] (Projektchor anlässlich einer Evangelisationsveranstaltung von Neues Leben in Zürich) - Woher weiß ich, was du willst [Live] (Neues-Leben-Singeteam) - Es ist ein Born, draus heilges Blut (Der Lebensborn) [aus Janz Team Music – LP-Nr. 3022] - So wie ich bin, komm ich zu dir [Live] (Projektchor anlässlich einer Evangelisationsveranstaltung von Neues Leben in Zürich) - Instrumental [Titel?] [Quelle?] [Interpret ?] | 1979     | Tonträgerveröffentlichung von zwei Sendungen des Evangeliums-Rundfunks, Seite B dabei unter Verwendung von Live-Mitschnitten einer Evangelisationsveranstaltung von Neues Leben in Zürich |
| 44     | 032     | Anton Schulte (Sprecher) | | 1979     | Tonträgerveröffentlichung von zwei Sendungen des Evangeliums-Rundfunks, Seite B dabei unter Verwendung von Live-Mitschnitten einer Evangelisationsveranstaltung von Neues Leben in Zürich |
| 44     | 033     | Mein Name ist Joseph | Mein Name ist Markus | 1979     | Tonträgerveröffentlichung von zwei Sendungen des Evangeliums-Rundfunks |
| 44     | 033     | Musiktitel: - Allegro von Georg Friedrich Händel (Homburger Kammerorchester) | Musiktitel: - Jesus, mein Herr, wird immer mich lieben (Franz Knies) - Jesus denkt an mich (Viktory-Quintett) | 1979     | Tonträgerveröffentlichung von zwei Sendungen des Evangeliums-Rundfunks |
| 44     | 033     | Eckart zur Nieden (Autor und Sprecher) | | 1979     | Tonträgerveröffentlichung von zwei Sendungen des Evangeliums-Rundfunks |
| 44     | 034     | Für nichts geachtet | Gehet hin | 1979     | Tonträgerveröffentlichung von zwei Sendungen des Evangeliums-Rundfunks |
| 44     | 034     | Musiktitel: - Jesu, deine Passion (1. Strophe) [Quelle?] [Interpret?] - O Haupt voll Blut und Wunden [Ausschnitt aus Gerth Medien – LP-Nr. 33.779] - Du großer Schmerzensmann [Rundfunkaufnahme des Evangeliums-Rundfunks (?)] (ERF-Studiochor (?)) - Eines wünsch ich mir vor allem andern [Ausschnitt aus Gerth Medien – LP-Nr. 33.779] - Instrumental [Titel?] [Quelle?] [Interpret?] | Musiktitel: - Gib mir Kraft für diesen Tag [aus Hänssler Music – LP-Nr. 99.120] - Er sendet uns [aus Gerth Medien – LP-Nr. 33.778] - Wir wolln bezeugen in diesen unsren Tagen [Rundfunkaufnahme des Evangeliums-Rundfunks (?)] (ERF-Studiochor (?)) - Unser Land für Jesus (ERF-Studiochor) [Rundfunkaufnahme des Evangeliums-Rundfunks (?)] - O Heiland der Welt (Instrumental) [Rundfunkaufnahme des Evangeliums-Rundfunks (?)] (Interpret?)                                            | 1979     | Tonträgerveröffentlichung von zwei Sendungen des Evangeliums-Rundfunks |
| 44     | 034     | Winrich Scheffbuch (Sprecher) | Ernst Vatter (Sprecher) | 1979     | Tonträgerveröffentlichung von zwei Sendungen des Evangeliums-Rundfunks |
| 44     | 035     | Kein Mensch kann ohne Hoffnung leben | Wie Jesus einen Menschen verändert | 1979     | |
| 44     | 035     | Musiktitel: - A Capriccio (Frans van der Reijden – Klavier) - Aria 1, Allegro, von Georg Philipp Telemann (Claudius Zuber – Flöte; Frans van der Reijden – Klavier) | Musiktitel: - Aria 6, Presto, von Georg Philipp Telemann (Claudius Zuber – Flöte; Frans van der Reijden – Klavier) - Es ist niemand zu groß [aus Janz Team Music – LP-Nr. 3022] | 1979     | |
| 44     | 035     | Martin Fischer (Sprecher) | | 1979     | |
| 44     | 036     | Ein total neues Leben (Mein Zeugnis) | Niemand kommt an Gott vorbei | 1979     | Kollaborationskonzept von Evangelist Wilhelm Pahls und Evangeliumssänger Hildor Janz |
| 44     | 036     | - Sein Nam heißt Wunderbar (Instrumental) - Ein total neues Leben – Mein Zeugnis (Vortrag) - Das war der schönste Tag, als ich zu Jesus kam (Dass Jesus Sünder liebt, das war mir unbekannt) | - Wir wollen dir singen (Instrumental) - Niemand kommt an Gott vorbei! (Vortrag) - Heute ruft dich der Herr (Steh doch endlich einmal still) [1979 Version] | 1979     | Kollaborationskonzept von Evangelist Wilhelm Pahls und Evangeliumssänger Hildor Janz |
| 44     | 036     | Wilhelm Pahls (Sprecher) Hildor Janz (Tenor); Phillip de Koning (Hammond-Orgel); Frans van der Reijden (Klavier) | | 1979     | Kollaborationskonzept von Evangelist Wilhelm Pahls und Evangeliumssänger Hildor Janz |
| 44     | 037     | Man ist nur einmal alt | Vorbereitung auf die dritte Lebensphase | 1979     | Tonträgerveröffentlichung von zwei Sendungen des Evangeliums-Rundfunks |
| 44     | 037     | Musiktitel: - Instrumental [Titel?] [Quelle?] [Interpret?] | Musiktitel: - Ja, ich will euch tragen [aus Frohe Botschaft im Lied – Single-Nr. 75.989] - Instrumental [Titel?] [Quelle?] [Interpret?] | 1979     | Tonträgerveröffentlichung von zwei Sendungen des Evangeliums-Rundfunks |
| 44     | 037     | Joachim Braun (Sprecher) | Kurt Scherer (Sprecher) | 1979     | Tonträgerveröffentlichung von zwei Sendungen des Evangeliums-Rundfunks |
| 44     | 038     | Mir fehlt zum Glauben die Antenne | Gott hat das letzte Wort | 1979     | Tonträgerveröffentlichung von zwei Sendungen des Evangeliums-Rundfunks |
| 44     | 038     | Musiktitel: - Geh doch zu Jesus [aus Gerth Medien – LP-Nr. 33.770] | Musiktitel: - Herr, dein Wort, dein Wort war am Anfang der Zeiten (Jugendchor Aidlingen) [Rundfunkaufnahme des Evangeliums-Rundfunks (?)] - Glaube Gott (Viktory-Quintett) [Quelle?] - Bist du bei mir (Instrumental) [aus Gerth Medien – LP-Nr. 33.776] | 1979     | Tonträgerveröffentlichung von zwei Sendungen des Evangeliums-Rundfunks |
| 44     | 038     | Paul Walter Schäfer (Sprecher) | | 1979     | Tonträgerveröffentlichung von zwei Sendungen des Evangeliums-Rundfunks |
| 44     | 039     | Wie kann man zu Gott kommen? | Ein Leben wird heil | 1979     | Tonträgerveröffentlichung von zwei Sendungen des Evangeliums-Rundfunks |
| 44     | 039     | Musiktitel: - Es gibt einen Weg [aus Frohe Botschaft im Lied – Single-Nr. 65.446] - Komm zu Jesu, komm noch heut (Chor des Evangelischen Sängerbundes) [Quelle?] - Rausche, Gottesgnade (Frans van der Reijden – Klavier) | Musiktitel: - Walte, walte nah und fern (ERF-Studiochor) [Rundfunkaufnahme des Evangeliums-Rundfunks (?)] - Unser Land für Jesus (ERF-Studiochor) [Rundfunkaufnahme des Evangeliums-Rundfunks (?)] - O. Gott, dir sei Ehre (Frans van der Reijden – Orgel) | 1979     | Tonträgerveröffentlichung von zwei Sendungen des Evangeliums-Rundfunks |
| 44     | 039     | Kurt Schäfer (Sprecher) | Fritz Grünzweig (Sprecher) | 1979     | Tonträgerveröffentlichung von zwei Sendungen des Evangeliums-Rundfunks |
| 44     | 040     | „Ich habe keinen Menschen“ | Glaube ohne Gefühl? | 1979     | Tonträgerveröffentlichung von zwei Sendungen des Evangeliums-Rundfunks |
| 44     | 040     | Musiktitel: - Nimm mein Leben (Frans van der Reijden – Klavier) - Der Herr ist mein Hirt [aus Gerth Medien – LP-Nr. 33.781] - Herr, du hast mich geliebt [aus Gerth Medien – LP-Nr. 33.781] | Musiktitel: - Mein Herz ist voll Fragen (Hans-Günter Dobzinski (?); Evangeliumschor Stuttgart) [Quelle?] - Du kannst deine Straße fröhlich ziehn [aus Gerth Medien – LP-Nr. 33.764] | 1979     | Tonträgerveröffentlichung von zwei Sendungen des Evangeliums-Rundfunks |
| 44     | 040     | Immanuel Sücker (Sprecher) | Richard Kriese (Sprecher) | 1979     | Tonträgerveröffentlichung von zwei Sendungen des Evangeliums-Rundfunks |
| 44     | 041     | Wie komme ich zurecht? | Und wenn uns einer das Leben schwer macht? | 1979     | Tonträgerveröffentlichung von zwei Sendungen des Evangeliums-Rundfunks |
| 44     | 041     | Musiktitel: - Herr, manche Tage sind für mich eine Last [aus Hänssler Music – LP-Nr. 99.105] - Alles in ihm [aus Gerth Medien – LP-Nr. 33.750] - Kommt, stimmet alle jubelnd ein (Instrumental) [aus Gerth Medien – LP-Nr. 33.723] | Musiktitel: - Wir wollen uns von Herzen lieben [aus Frohe Botschaft im Lied – Single-Nr. 75.129] - Herr, lass mich nicht nur reden (Christel Menzel-Schrebkowski) [Rundfunkaufnahme des Evangeliums-Rundfunks] - Herr, wir bitten, komm und segne uns [aus Gerth Medien – LP-Nr. 33.778] - So jemand spricht: Ich liebe Gott (ERF-Studiochor (?)) [Rundfunkaufnahme des Evangeliums-Rundfunks (?)] - Instrumental [Titel?] [Quelle?] [Interpret?]                                          | 1979     | Tonträgerveröffentlichung von zwei Sendungen des Evangeliums-Rundfunks |
| 44     | 041     | Sven Findeisen (Sprecher) | Hans Behringer (Autor); Eckart zur Nieden (Sprecher) | 1979     | Tonträgerveröffentlichung von zwei Sendungen des Evangeliums-Rundfunks |
| 44     | 042     | Blockaden Gottes | Wie willst du entfliehen? | 19??     | |
| 44     | 042     | Leo Janz (Sprecher) | | 19??     | |
| 44     | 043     | Der Weg zur Errettung | Der Weg zur Errettung | 1979     | Programm aus Live-Mitschnitten einer Evangelisationsveranstaltung mit Wilhelm Pahls im Kongresshaus Zürich im Frühjahr 1979                                                               |
| 44     | 043     | Musiktitel: - In der Mitte [Live] - Ein wunderbares Heil [Live] | | 1979     | Programm aus Live-Mitschnitten einer Evangelisationsveranstaltung mit Wilhelm Pahls im Kongresshaus Zürich im Frühjahr 1979                                                               |
| 44     | 043     | Hildor Janz; Projektchor anlässlich einer Evangelisationsveranstaltung von Wilhelm Pahls in Zürich 1979; Wilhelm Pahls (Sprecher) | | 1979     | Programm aus Live-Mitschnitten einer Evangelisationsveranstaltung mit Wilhelm Pahls im Kongresshaus Zürich im Frühjahr 1979                                                               |
| 44     | 044     | Zweimal geboren | Zweimal geboren | 1979     | Programm aus Live-Mitschnitten einer Evangelisationsveranstaltung mit Wilhelm Pahls im Kongresshaus Zürich im Frühjahr 1979                                                               |
| 44     | 044     | Musiktitel: - Das ist unsre Botschaft [Live] - Jesus hat verheißen [Live] | | 1979     | Programm aus Live-Mitschnitten einer Evangelisationsveranstaltung mit Wilhelm Pahls im Kongresshaus Zürich im Frühjahr 1979                                                               |
| 44     | 044     | Hildor Janz; Projektchor anlässlich einer Evangelisationsveranstaltung von Wilhelm Pahls in Zürich 1979; Wilhelm Pahls (Sprecher) | | 1979     | Programm aus Live-Mitschnitten einer Evangelisationsveranstaltung mit Wilhelm Pahls im Kongresshaus Zürich im Frühjahr 1979                                                               |
| 44     | 045     | Glühende Retterliebe | Ja oder Nein für ein ganzes Leben | 1979     | Tonträgerveröffentlichung von zwei Sendungen des Evangeliums-Rundfunks |
| 44     | 045     | - Herr, lass mich nicht nur reden (Christel Menzel-Schrebkowski) [Rundfunkaufnahme des Evangeliums-Rundfunks] - Glühende Retterliebe (Vortrag) - Zeig mir meinen Nächsten mitten in der Welt [Interpret?] [Quelle?] - Volle Netze (Vortrag) - Jesus sucht Leute am Markt und auf den Gassen [Interpret?] [Quelle?] - Instrumental [Titel?] [Interpret?] [Quelle?]                        | Musiktitel: - Jesus ist der Weg (ERF-Studiochor) [Rundfunkaufnahme des Evangeliums-Rundfunks (?)] - Es ist niemand zu groß [aus Janz Team Music – LP-Nr. 3022] - Instrumental [Titel?] [Interpret?] [Quelle?] | 1979     | Tonträgerveröffentlichung von zwei Sendungen des Evangeliums-Rundfunks |
| 44     | 045     | Friedhold Vogel (Sprecher) | | 1979     | Tonträgerveröffentlichung von zwei Sendungen des Evangeliums-Rundfunks |
| 44     | 046     | Deshalb ist Weihnachten ein Fest | Weihnachten – und dann? | 1979     | |
| 44     | 046     | Musiktitel: - Nun jubelt laut (Nun juble laut in dunkler Zeit) [aus Gerth Medien – LP-Nr. 33.783] - Der Heiland ist geboren (Kammerchor der Musikhochschule Lübeck) - Freue dich Welt [aus Gerth Medien – LP-Nr. 33.783] - O du mein Trost (Frans van der Reijden – Orgel) | Musiktitel: - O du fröhliche (Studioorchester) [aus Gerth Medien – LP-Nr. 33.773 (?)] - Nun singet und seid froh (Jugend-für-Christus-Chor) [aus JfC – LP-Nr. 1014 (?)] - Lobt (Interpret?) | 1979     | |
| 44     | 046     | Anton Schulte (Sprecher) | Manfred Bönig (Sprecher) | 1979     | |
| 44     | 047     | Eine lästige Ehe wird harmonisch | Befreit vom schlechten Gewissen | 1979     | |
| 44     | 047     | - Wir dürfen dir jetzt ganz vertrauen [aus Frohe Botschaft im Lied – Single-Nr. 75.998] - Eine lästige Ehe wird harmonisch (Vortrag) - Auf Golgatha, am Kreuzesstamm [Instrumental] (Frans van der Reijden) | - Befreit vom schlechten Gewissen (Vortrag) - Ich bin nicht wert [aus Gerth Medien – LP-Nr. 33.770] - Amazing Grace [Instrumental] (Frans van der Reijden) | 1979     | |
| 44     | 047     | Richard Kriese (Sprecher) | | 1979     | |
| 44     | 048     | Heiligung | Von einer Kraft zur andern | 1979     | Tonträgerveröffentlichung von zwei Sendungen des Evangeliums-Rundfunks |
| 44     | 048     | Musiktitel: - Er, der Herr, lebt unter uns (Er, der Herr, er lebt unter uns) (Christel Menzel-Schrebkowski) [Rundfunkaufnahme des Evangeliums-Rundfunks (?)] - Jesus hat verheißen [aus Gerth Medien – LP-Nr. 33.781] - Herr, ich bin Ton (ERF-Studiochor) [Rundfunkaufnahme des Evangeliums-Rundfunks (?)]                                                                              | Musiktitel: - Fragmente für klassische Gitarre von Matteo Carcassi und Mauro Giuliani (Siegfried Schwab – Gitarre) [Rundfunkaufnahme des Evangeliums-Rundfunks (?)] | 1979     | Tonträgerveröffentlichung von zwei Sendungen des Evangeliums-Rundfunks |
| 44     | 048     | Karl Heinz Knöppel (Sprecher) | Horst Marquardt (Sprecher) | 1979     | Tonträgerveröffentlichung von zwei Sendungen des Evangeliums-Rundfunks |
| 44     | 050     | Nur nicht an die Zukunft denken? | Magie, Aberglaube, Spiritismus – nur Betrug? | 1980     | Tonträgerveröffentlichung von zwei Sendungen des Evangeliums-Rundfunks |
| 44     | 050     | Musiktitel: - Largo von Georg Philipp Telemann (Claudius Zuber – Flöte; Frans van der Reijden – Orgel) - Bist du bereit [aus Gerth Medien – LP-Nr. 33.778] | Musiktitel: - Instrumental [Titel?] [Interpret?] [Quelle?] - Herr, deine Gnade [aus Gerth Medien – LP-Nr. 33.770] - Mit dem Herrn fang alles an (Frans van der Reijden – Orgel) | 1980     | Tonträgerveröffentlichung von zwei Sendungen des Evangeliums-Rundfunks |
| 44     | 050     | Richard Kriese (Sprecher) | | 1980     | Tonträgerveröffentlichung von zwei Sendungen des Evangeliums-Rundfunks |
| 44     | 051     | Mein Name ist Jona | Mein Name ist Timotheus | 1980     | Tonträgerveröffentlichung zweier Radiosendungen des Evangeliums-Rundfunks |
| 44     | 051     | Musiktitel: - Fuge in g-Moll von Johann Sebastian Bach (Hans Otto – Orgel) [Rundfunkaufnahme des Evangeliums-Rundfunks (?)] - Gott hat dir das Leben gegeben [aus Gerth Medien – LP-Nr. 33.781] | Musiktitel: - Jesus Christus, Herr und Gott (Christel Menzel-Schrebkowski) [Rundfunkaufnahme des Evangeliums-Rundfunks (?)] - Instrumental aus Capriccio B-Dur von Johann Sebastian Bach (Robert Köhler – Orgel (?)) [Rundfunkaufnahme des Evangeliums-Rundfunks (?)] | 1980     | Tonträgerveröffentlichung zweier Radiosendungen des Evangeliums-Rundfunks |
| 44     | 051     | Eckart zur Nieden (Sprecher) | | 1980     | Tonträgerveröffentlichung zweier Radiosendungen des Evangeliums-Rundfunks |
| 44     | 052     | Liebet eure Feinde! | Die Versuchung, vom Brot allein zu leben | 1980     | |
| 44     | 052     | Musiktitel: - Aria 3, Vivace, von Georg Philipp Telemann (Claudius Zuber – Flöte; Frans van der Reijden – Orgel) - Manchmal frag ich mich (Jugendsingkreis Aarau) | Musiktitel: - Keiner wird zu Schanden (Frans van der Reijden – Klavier) - Dank sei dir, mein Herr und Gott (Jugendsingkreis Aarau) - Ich bin schwach (Jugendsingkreis Aarau) | 1980     | |
| 44     | 052     | Willi Sartorius (Sprecher) | | 1980     | |
| 44     | 053     | Masken oder Wirklichkeit? | Sinnlosigkeit oder Erfüllung | 198?     | Tonträgerveröffentlichung von zwei Sendungen des Evangeliums-Rundfunks |
| 44     | 053     | Musiktitel: - Wir tragen viele Masken [aus Gerth Medien – LP-Nr. 33.501] - Herr, du erforschst mich [aus Gerth Medien – LP-Nr. 33.771] | Musiktitel: - Wo ist der Sinn des Lebens (ERF-Studiochor) [Rundfunkaufnahme des Evangeliums-Rundfunks (?)] - Du gibst das Leben (Leben, das sich lohnt) (Jugendchor Aidlingen) [aus Schriftenmission und Verlag des Diakonissenmutterhauses Aidlingen – Single-Nr. Ai/7412] | 198?     | Tonträgerveröffentlichung von zwei Sendungen des Evangeliums-Rundfunks |
| 44     | 053     | Friedhold Vogel (Sprecher) | | 198?     | Tonträgerveröffentlichung von zwei Sendungen des Evangeliums-Rundfunks |
|        |         | | |          | |
| 44     | 055     | Ans Sterben denken? | Unsere letzte Stunde | 1980     | |
| 44     | 055     | Musiktitel: - Hier auf der Erde [Wilfried Reuter; HSW-Studio-Chor] [aus Gerth Medien – LP-Nr. 33.781] | Musiktitel: - Näher, noch näher [Instrumental] (Frans van der Reijden – Orgel) - Seliges Wissen, Jesus ist mein [Wilfried Mann] - Jesus allein [Männerchor Derschlag] | 1980     | |
| 44     | 055     | Horst Hochmuth (Sprecher) | Richard Kriese (Sprecher) | 1980     | |
| 44     | 056     | Wer ist Gott? | Wege, die zum Verderben führen | 1980     | Tonträgerveröffentlichung von zwei Sendungen des Evangeliums-Rundfunks |
| 44     | 056     | Musiktitel: - Heilger Gott [aus Janz Team Music – LP-Nr. 3022] - Sag nicht nein [aus Janz Team Music LP-Nr. 5012] - Ich trau auf Gott [aus Gerth Medien – LP-Nr. 33.748] - Glaube Gott (Viktory-Quintett) [Quelle?] | Musiktitel: - Divertimento (Siegfried Schwab) [Rundfunkaufnahme des Evangeliums-Rundfunks (?)] - Verloren ging ich durch die Nacht [aus Frohe Botschaft im Lied – Single-Nr. 65.446] - Im Staub an der Straße [aus Gerth Medien – LP-Nr. 33.787] | 1980     | Tonträgerveröffentlichung von zwei Sendungen des Evangeliums-Rundfunks |
| 44     | 056     | Leo Janz (Sprecher) | | 1980     | Tonträgerveröffentlichung von zwei Sendungen des Evangeliums-Rundfunks |
|        |         | | |          | |
| 44     | 058     | Die Angst überwinden | Die Angst überwinden | 1980     | |
| 44     | 058     | Musiktitel: - Jesu, meine Freude [Instrumental] (Frans van der Reijden) - Geh doch zu Jesus [Wilfried Reuter, Wetzlarer Evangeliumschor] [aus Gerth Medien – LP-Nr. 33.770] - Wenn du Jesus kennst [Wilfried Reuter] - Hier hast du meine beiden Hände [aus Gerth Medien – LP-Nr. 33.770]                                                                                                | | 1980     | |
| 44     | 058     | Wilfried P. Reuter (Sprecher) | | 1980     | |
| 44     | 059     | Gewissheit der Sündenvergebung – keine fromme Illusion! | Eine Kraft, die uns radikal verändert | 1980     | Tonträgerveröffentlichung von zwei Sendungen des Evangeliums-Rundfunks |
| 44     | 059     | Musiktitel: - Groß ist dein Name [aus Gerth Medien – LP-Nr. 33.767] - O du Lamm Gottes, das da getragen [aus Gerth Medien – LP-Nr. 33.767] - Aria 5, Presto, von Georg Philipp Telemann (Frans van der Reijden – Orgel) | Musiktitel: - O Gnade Gottes, wunderbar (Vernon Wicker) [Rundfunkaufnahme des Evangeliums-Rundfunks (?)] - Wer Jesus am Kreuze im Glauben erblickt (Frans van der Reijden – Orgel) | 1980     | Tonträgerveröffentlichung von zwei Sendungen des Evangeliums-Rundfunks |
| 44     | 059     | Richard Kriese (Sprecher) | | 1980     | Tonträgerveröffentlichung von zwei Sendungen des Evangeliums-Rundfunks |
| 44     | 060     | Ich weiß, dass mein Erlöser lebt | Geld und Reichtum – es kommt auf die Blickrichtung an | 1980     | Tonträgerveröffentlichung von zwei Sendungen des Evangeliums-Rundfunks |
| 44     | 060     | Musiktitel: - Welch ein Freund ist unser Jesus [aus Hänssler Music – LP-Nr. 99.114] - Aria 3, Tempo di Minne, von Georg Philipp Telemann (Frans van der Reijden – Orgel) | Musiktitel: - Du suchst das Glück auf vielen Straßen [aus Gerth Medien – LP-Nr. 33.764] - Jesus ist der Herr (Jesus ist Herr, die Geschichte der Völker macht er) (Jugendchor Aidlingen, Rundfunkaufnahme des Evangeliums-Rundfunks) - Selig sind, die reinen Herzens sind [aus Hänssler Music – LP-Nr. 99.114] | 1980     | Tonträgerveröffentlichung von zwei Sendungen des Evangeliums-Rundfunks |
| 44     | 060     | Anton Schulte (Sprecher) | | 1980     | Tonträgerveröffentlichung von zwei Sendungen des Evangeliums-Rundfunks |
| 44     | 062     | Hindernisse zur Nachfolge Christi | Darf man in Glaubensfragen zweifeln? | 1980     | Tonträgerveröffentlichung von zwei Sendungen des Evangeliums-Rundfunks |
| 44     | 062     | Musiktitel: - O. Mensch, bewein dein Sünde groß (?) (Instrumental) (Interpret?) - Jesu, meines Lebens Leben (ERF-Studiochor (?)) Rundfunkaufnahme des Evangeliums-Rundfunks (?) - Dir, o Heiland, dir vertrau ich (Interpret?) Rundfunkaufnahme des Evangeliums-Rundfunks (?) - Jesus, geh voran (Interpret?) Rundfunkaufnahme des Evangeliums-Rundfunks (?)                             | Musiktitel: - Gott will uns doch helfen [aus Hänssler Music – LP-Nr. 99.114] - Wenn der Weg deines Lebens [aus Gerth Medien – LP-Nr. 33.767] - Herr, weil mich festhält deine starke Hand [aus Gerth Medien – LP-Nr. 33.774] | 1980     | Tonträgerveröffentlichung von zwei Sendungen des Evangeliums-Rundfunks |
| 44     | 062     | Gerhard Bergmann (Sprecher) | | 1980     | Tonträgerveröffentlichung von zwei Sendungen des Evangeliums-Rundfunks |
| 44     | 063     | Leistung oder Geschenk? | Uns ist ein Kind geboren ... | 1980     | |
| 44     | 063     | Musiktitel: - Jesus Christus starb für mich [aus Janz Team – LP-Nr. 3022] | Musiktitel: - Lobt Gott, ihr Christen [aus Gerth Medien – LP-Nr. 33.762] - Jubelnde Freude (Chor Marienberg) - Jesus ist kommen (Evangeliumschor Stuttgart) | 1980     | |
| 44     | 063     | Friedhold Vogel (Sprecher) | Eckart zur Nieden (Sprecher) | 1980     | |
|        |         | | |          | |
| 44     | 065     | Warum es sich lohnt, Christ zu sein | Ohne Angst leben | 1981     | |
| 44     | 065     | Musiktitel: - Auf dein Wort (Frans van der Reijden – Klavier) - Der Dienst für den Heiland [aus Gerth Medien – LP-Nr. 33.781] | Musiktitel: - Bist du einsam und betrübt (Frans van der Reijden – Klavier und Orgel) - Wer kann Menschen besser helfen [aus Hänssler Music – LP-Nr. 99.114] | 1981     | |
| 44     | 065     | Winrich Scheffbuch (Sprecher) | | 1981     | |
| 44     | 066     | Die letzte Nacht eines Narren | Die Macht des Evangeliums | 1981     | Tonträgerveröffentlichung von zwei Sendungen des Evangeliums-Rundfunks |
| 44     | 066     | Musiktitel: - Trostlos und leer [aus Gerth Medien – LP-Nr. 33.755] - Was nützt die steilste Karriere der Welt (Interpret?) - Nimm, o Herr, meine Hand [aus Gerth Medien – LP-Nr. 33.755] | Musiktitel: - Wir wollen dir singen, dir, unserem Herrn [aus Janz Team Music – LP-Nr. 3022] - Jesus, dir nur will ich singen [aus Gerth Medien – LP-Nr. 33.755] - Du bist des Lebens wahre Quelle [aus Janz Team Music – LP-Nr. 1013] - In diese schwere, ernste Zeit [aus Gerth Medien – LP-Nr. 33.770] | 1981     | Tonträgerveröffentlichung von zwei Sendungen des Evangeliums-Rundfunks |
| 44     | 066     | Leo Janz (Sprecher) | | 1981     | Tonträgerveröffentlichung von zwei Sendungen des Evangeliums-Rundfunks |
| 44     | 068     | Ihr Tod – kein Ende! | Unter allen Umständen | 1981     | Tonträgerveröffentlichung von zwei Rundfunksendungen des Evangeliums-Rundfunks |
| 44     | 068     | Musiktitel: - Wenn das irdisch Dasein (Evangeliums-Sänger) [Rundfunkaufnahme des Evangeliums-Rundfunks (?)] - In meines Jesu Hände [aus Frohe Botschaft im Lied – Single-Nr. 45.688] - Nimm mein Leben [aus Gerth Medien – LP-Nr. 33.109] | Musiktitel: - Herr, wir bitten, komm und segne uns [Ausschnitt aus Gerth Medien LP-Nr. 33.778] - Unser Land für Jesus (ERF-Studiochor) [Rundfunkaufnahme des Evangeliums-Rundfunks (?)] - Kommt her, des Königs Aufgebot (Chor der Westfälischen Kantorei) [Rundfunkaufnahme des Evangeliums-Rundfunks (?)] - Zeig an die Macht, du Arm des Herrn [aus Frohe Botschaft im Lied – Single-Nr. 65.406]                                                                                        | 1981     | Tonträgerveröffentlichung von zwei Rundfunksendungen des Evangeliums-Rundfunks |
| 44     | 068     | Gerhard Bergmann (Sprecher) | | 1981     | Tonträgerveröffentlichung von zwei Rundfunksendungen des Evangeliums-Rundfunks |
| 44     | 069     | Christ sein – was heißt das? | Christ werden – wie geschieht das? | 1981 (?) | |
| 44     | 069     | Friedhold Vogel (Sprecher) | | 1981 (?) | |
|        |         | | |          | |
| 44     | 071     | Glauben? – Mein Verstand protestiert! | Befreit von der Ichsucht | 1981     | |
| 44     | 071     | Musiktitel: - Du bist schlau (Manfred Siebald) - Gott lebet noch [Instrumental] (Frans van der Reijden) | Musiktitel: - Du denkst nur an dein liebes Ich (Wetzlarer Mädchenchor) - Die Fülle hat Jesus (Männerquartett der Bibelschule Beatenberg) | 1981     | |
| 44     | 071     | Richard Kriese (Sprecher) | | 1981     | |
| 44     | 072     | Glauben heißt: Verbindlich leben | Glauben heißt: Verbindlich leben | 1981     | Liveaufzeichnung des Vortrags aus der Magdalenenkirche in Berlin, November 1980 |
| 44     | 072     | Musiktitel: - Vivace aus der Sonate F-Dur von Jean-Baptiste Loeillet de Gant (Nora Hörni – Violine; Frans van der Reijden – Orgel) - In einer kalten und hektischen Welt [aus Hänssler Music – LP-Nr. 99.106] | Musiktitel: - Lass mich bleiben bei dir [aus Hänssler Music – LP-Nr. 99.114] | 1981     | Liveaufzeichnung des Vortrags aus der Magdalenenkirche in Berlin, November 1980 |
| 44     | 072     | Peter Hahne (Sprecher) | | 1981     | Liveaufzeichnung des Vortrags aus der Magdalenenkirche in Berlin, November 1980 |
| 44     | 073     | Jesus, unser Trost | Jesus, unsere Hilfe | 1981 (?) | |
| 44     | 073     | Armin Mauerhofer (Sprecher) | | 1981 (?) | |
| 44     | 076     | Ich bin einsam – wer hilft mir? | Bin ich wirklich mit Gott im Reinen | 1981     | Tonträgerveröffentlichung von zwei Rundfunksendungen des Evangeliums-Rundfunks |
| 44     | 076     | Musiktitel: - Du gehst durch die Straßen [aus Gerth Medien – LP-Nr. 33.780] - Verlassen (Marlis Ritter) [Rundfunkaufnahme des Evangeliums-Rundfunks (?)] - Gott war es selbst an Christi Kreuz (aus Frohe Botschaft im Lied – Single-Nr. 75.977) | Musiktitel: - Herr, du hast mich geliebt (ERF-Studioorchester (?)) | 1981     | Tonträgerveröffentlichung von zwei Rundfunksendungen des Evangeliums-Rundfunks |
| 44     | 076     | Richard Kriese (Sprecher) | | 1981     | Tonträgerveröffentlichung von zwei Rundfunksendungen des Evangeliums-Rundfunks |
| 44     | 079     | Glauben heißt: Mit Konflikten leben | Glauben heißt: Mit Konflikten leben | 1980 (?) | |
| 44     | 079     | Peter Hahne (Sprecher) | | 1980 (?) | |
| 44     | 080     | Frei sein – aber wie? | Revolution | 1980 (?) | |
| 44     | 080     | Ruedi Josuran (Sprecher) | | 1980 (?) | |
| 44     | 082     | Gott macht keine Fehler! – stimmt das? | Weiß ich den Weg auch nicht … | 1982     | |
| 44     | 082     | - Allegro aus Sonate in A-Moll von Benedetto Marcello (Frans van der Reijden – Orgel) - Gott macht keine Fehler! – stimmt das? (Vortrag) - In meines Jesu Hände [aus Frohe Botschaft im Lied – Single-Nr. 45.688] | - Ich steh in meines Herren Hand (Frans van der Reijden – Orgel) - Weiß ich den Weg auch nicht … (Vortrag) - Manchmal gibt es hier auf Erden [aus MC-Nr. 42.005] | 1982     | |
| 44     | 082     | Manfred Bönig (Sprecher) | | 1982     | |
| 44     | 084     | Glauben heißt: Dienen | Glauben heißt: Dienen | 1980 (?) | |
| 44     | 084     | Peter Hahne (Sprecher) | | 1980 (?) | |
| 44     | 088     | Religion oder Evangelium? | Religion oder Evangelium? | 1982     | Live-Mitschnitt des gleichnamigen Vortrags in Langenthal |
| 44     | 088     | Musiktitel: - Wohl mir, dass ich Jesum habe (Frans van der Reijden – Orgel) - Viele Menschen sagen, sie sei'n Christen [aus Janz Team Music – LP-Nr. 6026] - Ich komme, Herr [aus Janz Team Music – LP-Nr. 6025] | | 1982     | Live-Mitschnitt des gleichnamigen Vortrags in Langenthal |
| 44     | 088     | Wilhelm Pahls (Sprecher) | | 1982     | Live-Mitschnitt des gleichnamigen Vortrags in Langenthal |
| 44     | 089     | Wohin mit der Schuld? | Kaum zu glauben, aber wahr! | 1982     | |
| 44     | 089     | - Aus meinen Banden, Kummer und Leid (Frans van der Reijden – Orgel) - Wohin mit der Schuld? (Vortrag) - Lasten, sie fallen auf Golgatha [aus Janz Team Music – LP-Nr. 6026] | - Wer kann zählen deine Wunder (Frans van der Reijden – Orgel) - Kaum zu glauben, aber wahr! (Vortrag) - So wie ich bin, komm ich zu dir [aus MC-Nr. 42.010] | 1982     | |
| 44     | 089     | Manfred Bönig (Sprecher) | | 1982     | |
| 44     | 090     | Christ sein – was bringt das? | Christ sein – wer schafft das? | 1982     | |
| 44     | 090     | - Wenn du es doch wüsstest (Frans van der Reijden – Orgel) - Christ sein – was bringt das? (Vortrag) - Jesus ist der schönste Nam (Chor der Evangelisch Taufgesinnten Zürich) | - Was hätt ich, hätt ich Jesus nicht (Frans van der Reijden – Orgel) - Christ sein – wer schafft das? (Vortrag) - Christus im Zentrum [aus Janz Team Music – LP-Nr. 6020 (?)] | 1982     | |
| 44     | 090     | Friedhold Vogel (Sprecher) | | 1982     | |
| 44     | 091     | Frohe Weihnachten Gedanken zum Weihnachtsfest | Gesegnetes Neues Jahr Gedanken zum Jahreswechsel | 1982     | |
| 44     | 091     | - Instrumentalmusik - Es geschah wirklich! (Vortrag) - Gelobet seist du, Jesu Christ [aus Gerth Medien – LP-Nr. 33.753] - Außergewöhnliches in der Weihnachtsgeschichte (Vortrag) - Freue dich Welt [aus Gerth Medien – LP-Nr. 33.762] | - Instrumentalmusik - Noch dieses Jahr! - Ich bete an die Macht der Liebe [aus Gerth Medien – LP-Nr. 33.910] - Uns kann keiner mehr! - Nun aufwärts froh den Blick gewandt [aus Frohe Botschaft im Lied – Single-Nr. 45.931] | 1982     | |
| 44     | 091     | Winrich Scheffbuch (Sprecher) | | 1982     | |
| 44     | 092     | Mein Leben – lebenswert? | Die Chance zum Leben | 1982     | |
| 44     | 092     | ? | ? | 1982     | |
| 44     | 092     | Peter Hahne (Sprecher) | | 1982     | |
| 44     | 093     | Sterne wie Sand am Meer | Materie contra Materialismus | 1982     | Tonträgerveröffentlichung von zwei Rundfunksendungen des Evangeliums-Rundfunks |
| 44     | 093     | - Die Himmel rühmen (A. von Allmen; Frans van der Reijden) - Sterne wie Sand am Meer (Vortrag) - Du großer Gott, wenn ich die Welt betrachte [aus Gerth Medien – LP-Nr. 33.755] | - Allegro in F-Dur von Christoph Willibald Gluck (Gertrud Bolliger; Nora Angst-Hörni; Frans van der Reijden) - Materie contra Materialismus (Vortrag) - Wer kann je beschreiben [aus Hännsler Music – LP-Nr. 99.114] | 1982     | Tonträgerveröffentlichung von zwei Rundfunksendungen des Evangeliums-Rundfunks |
| 44     | 093     | Erich Hitzbleck (Autor); Peter Schneider (Sprecher) | | 1982     | Tonträgerveröffentlichung von zwei Rundfunksendungen des Evangeliums-Rundfunks |
| 44     | 096     | Was bedeutet das, Jesus aufnehmen? | Was bedeutet das, Jesus aufnehmen? | 1983     | Live-Mitschnitt einer Vortragsveranstaltung in Langenthal, Schweiz |
| 44     | 096     | Musiktitel: - Marsch von Johann Sebastian Bach (Claudius Zuber; Frans van der Reijden) - Wunder der Gnade Jesu (Hildor Janz; Janz-Team-Feldzugschor) - In der Mitte (Hildor Janz; Janz-Team-Feldzugschor) | | 1983     | Live-Mitschnitt einer Vortragsveranstaltung in Langenthal, Schweiz |
| 44     | 096     | Wilhelm Pahls (Sprecher) | | 1983     | Live-Mitschnitt einer Vortragsveranstaltung in Langenthal, Schweiz |
| 44     | 101     | Die Hinwendung des modernen Menschen zur Transzendenz | Die Hinwendung des modernen Menschen zur Transzendenz | 1983     | |
| 44     | 101     | Albert Märki (Sprecher) | | 1983     | |
| 44     | 103     | Das Kreuz – Torheit oder Lebenskraft? Ein Mörder findet zu Jesus Christus | Das Kreuz – Torheit oder Lebenskraft? Ein Mörder findet zu Jesus Christus | 1983 (?) | |
| 44     | 103     | Peter Hahne (Sprecher) | | 1983 (?) | |
| 44     | 111     | Sieg über Unglaube, Aberglaube, Okkultismus | Sieg über Unglaube, Aberglaube, Okkultismus | 1985     | Live-Mitschnitt des gleichnamigen Vortrags 1983 im Hallenstadion Zürich |
| 44     | 111     | - Sieg in Jesus (Frans van der Reijden – Orgel) - Einleitung - Wenn Jesus kommt (Ein Bettler saß allein am Wegesrande) [1981 Version aus Janz Team Music – LP-Nr. 6025] - Sieg über Unglaube, Aberglaube und Okkultismus (Vortrag) - Einer kennt dich [aus MC-Nr. 42.013] | | 1985     | Live-Mitschnitt des gleichnamigen Vortrags 1983 im Hallenstadion Zürich |
| 44     | 111     | Wilhelm Pahls (Sprecher) | | 1985     | Live-Mitschnitt des gleichnamigen Vortrags 1983 im Hallenstadion Zürich |
| 44     | 112     | Vier Wege zur Ewigkeit – auf welchem bist du? | Vier Wege zur Ewigkeit – auf welchem bist du? | 1985     | |
| 44     | 112     | Wilhelm Pahls (Sprecher) | | 1985     | |
| 44     | 115     | Ehe ohne Trauschein? Verliebt, verlobt ... | Ehe ohne Trauschein? Verliebt, verlobt ... | 1985     | |
| 44     | 115     | Musiktitel: - Fanfare von W. de Fesch - Die Liebe ist die Größte [aus Hänssler Music – LP-Nr. 99.137] - Dass ich zu dir kommen darf [aus Hänssler Music – LP-Nr. 99.126] | | 1985     | |
| 44     | 115     | Hartmut Krüger (Sprecher) | | 1985     | |
| 44     | 124     | Werft die Netze aus Missionarisch leben | Werft die Netze aus Missionarisch leben | 1987     | |
| 44     | 124     | Herbert Masuch (Sprecher) | | 1987     | |
| 44     | 125     | New Age – Rettung oder Untergang? Analyse von Katrin Ledermann | New Age – Rettung oder Untergang? Analyse von Katrin Ledermann | 1987     | |
| 44     | 125     | - New Age – Rettung oder Untergang? (Vortrag) - Ich suchte dich [aus Janz Team Music – LP-Nr. 8021] | - Fritz Finkbeiner stellt Katrin Ledermann einige Fragen: Die ehemalige New Agerin erzählt aus ihrem Leben | 1987     | |
| 44     | 125     | Katrin Ledermann; Wolfgang Lüdecke | Katrin Ledermann; Fritz Finkbeiner | 1987     | |
| 44     | 126     | Zum Schriftverständnis der Bibel Das Fundament • Folge 1 | Zum Schriftverständnis der Bibel Das Fundament • Folge 1 | 19??     | |
| 44     | 126     | Musiktitel: - Kirchensonate in D-Dur von Wolfgang Amadeus Mozart - Vivace aus der Sonate in F-Dur von Jean-Baptiste Loeillet de Gant (Gertrud Bolliger; Nora Angst-Hörni; Frans van der Reijden) | | 19??     | |
| 44     | 126     | Werner Gitt (Sprecher) | | 19??     | |
| 44     | 127     | Bibel und Wissenschaft Das Fundament • Folge 2 | Bibel und Wissenschaft Das Fundament • Folge 2 | 19??     | |
| 44     | 127     | Musiktitel: - Hark! The Herald Angels Sing (Albert von Allmen; Frans van der Reijden) - I Love To Tell The Story (Frans van der Reijden) - Gott, mein Herr (Ich will dir danken) [aus Hänssler Music – LP-Nr. 99.143] | | 19??     | |
| 44     | 127     | Werner Gitt (Sprecher) | | 19??     | |
| 44     | 130     | Sehnsucht nach Geborgenheit Das Gleichnis vom verlorenen Sohn | Sehnsucht nach Geborgenheit Das Gleichnis vom verlorenen Sohn | 1989 (?) | Live-Mitschnitt einer Evangelisationsveranstaltung mit Wilhelm Pahls in Bern, 1989 (?), sowie ein Musiktitel im Live-Mitschnitt einer Veranstaltung in Zürich                             |
| 44     | 130     | Musiktitel: - Endlich frei gemacht [Live] [1989? Version] (Hildor Janz; Christus-Festwochenchor Zürich, 1989?) | | 1989 (?) | Live-Mitschnitt einer Evangelisationsveranstaltung mit Wilhelm Pahls in Bern, 1989 (?), sowie ein Musiktitel im Live-Mitschnitt einer Veranstaltung in Zürich                             |
| 44     | 130     | Wilhelm Pahls (Sprecher) | | 1989 (?) | Live-Mitschnitt einer Evangelisationsveranstaltung mit Wilhelm Pahls in Bern, 1989 (?), sowie ein Musiktitel im Live-Mitschnitt einer Veranstaltung in Zürich                             |
| 44     | 132     | Was ist eine Sekte? Biblisch begründete Warnungen vor gefährlichen Irrlehren | Was ist eine Sekte? Biblisch begründete Warnungen vor gefährlichen Irrlehren | 1989 (?) | Live-Mitschnitt einer Evangelisationsveranstaltung mit Wilhelm Pahls in Bern, 1989 (?), sowie ein Musiktitel im Live-Mitschnitt einer Veranstaltung in Zürich                             |
| 44     | 132     | Musiktitel: - Ich komme, Herr [Live] [1989? Version] (Hildor Janz; Christus-Festwochenchor Zürich, 1989?) | | 1989 (?) | Live-Mitschnitt einer Evangelisationsveranstaltung mit Wilhelm Pahls in Bern, 1989 (?), sowie ein Musiktitel im Live-Mitschnitt einer Veranstaltung in Zürich                             |
| 44     | 132     | Wilhelm Pahls (Sprecher) | | 1989 (?) | Live-Mitschnitt einer Evangelisationsveranstaltung mit Wilhelm Pahls in Bern, 1989 (?), sowie ein Musiktitel im Live-Mitschnitt einer Veranstaltung in Zürich                             |
| 44     | ???     | Wie kann Gott das zulassen? | Welchen Jesus meinen Sie denn? | 19??     | |
| 44     | ???     | Anton Schulte (Sprecher) | | 19??     | |

| Nummer | Nummer  | Seite A | Seite B  | Jahr | Anmerkungen |
| Präfix | Artikel | Titel | Titel    | Jahr | Anmerkungen |
| MC     | Artikel | Autor | Autor    | Jahr | Anmerkungen |
| ------ | ------- | --- | -------- | ---- | ----------- |
| 46     | 002     | Freyheit | Freyheit | 1978 |             |
| 46     | 002     | [1] Oh lasst uns singen (O lasst uns singen) • [2] Sag kennst du wohl (Sag, kennst du wohl den wunderbaren Namen) • [3] Liebevoll wacht Jesus • [4] Herr, ich danke dir • [5] Du musst dich entscheiden • [6] Herrliche Stunden • [7] Danke, Herr Jesus • [8] Mit Jesus leben • [9] Jesus ist immer da • [10] Vater, ich möchte dir danken • [11] Kurz nur ist die Zeit • [12] Sieh, hier bin ich mein König • [13] Jesus unser König ist Sieger • [14] Jesus Christus lebt heute |          | 1978 |             |
| 46     | 002     | Jakob Hitz |          | 1978 |             |

### Linie NT
| Nummer | Nummer  | Seite A                                     | Seite B                                     | Jahr | Anmerkungen |
| Präfix | Artikel | Titel                                       | Titel                                       | Jahr | Anmerkungen |
| MC     | Artikel | Autor                                       | Autor                                       | Jahr | Anmerkungen |
| ------ | ------- | ------------------------------------------- | ------------------------------------------- | ---- | ----------- |
| 45     | 003     | NT, 3: Matthäus 17–23                       | NT, 3: Matthäus 17–23                       | 1978 |             |
| 45     | 003     | Das Evangelium nach Matthäus, Kapitel 17–20 | Das Evangelium nach Matthäus, Kapitel 21–23 | 1978 |             |
| 45     | 003     | Peter Hahne (Sprecher)                      |                                             | 1978 |             |